# Guerra do Iraque
A Guerra do Iraque, também referida como Ocupação do Iraque ou Segunda Guerra do Golfo, ou Terceira Guerra do Golfo ou ainda como Operação Liberdade do Iraque (em inglês:  Operation Iraqi Freedom), foi um conflito que começou no dia 20 de março de 2003 com a invasão do Iraque, por uma coalizão militar multinacional liderada pelos Estados Unidos. Esta fase do conflito foi encerrada no dia 18 de dezembro de 2011 com a retirada das tropas americanas do território iraquiano após oito anos de ocupação. O conflito aconteceu no contexto da Guerra ao Terror, lançada pelo presidente americano George W. Bush após os atentados de 11 de setembro de 2001.
A invasão começou em 20 de março de 2003, com os Estados Unidos, o Reino Unido e um punhado de nações aliadas, lançando uma pesada campanha de bombardeamento aéreo ("Choque e pavor") contra as principais cidades do Iraque, principalmente Bagdá. O exército iraquiano foi rapidamente sobrepujado pela Coalizão ocidental (encabeçada pelo exército americano), que em menos de um mês conseguiu tomar conta do país. A invasão aliada levou ao colapso do governo Baathista; o presidente iraquiano, Saddam Hussein, foi capturado na Operação Red Dawn em dezembro de 2003 e três anos mais tarde foi julgado e depois executado na forca. Contudo, o vácuo de poder após a queda do ditador e a ineficiência da ocupação estrangeira levou a uma onda de violência sectária e religiosa, principalmente amparada na rivalidade entre xiitas e sunitas, que mergulhou o país numa sangrenta guerra civil. Militantes islamitas estrangeiros começaram a chegar em peso no Iraque para lutar contra as tropas de ocupação ocidental e contra o novo governo secular iraquiano. Grupos como a Al-Qaeda se fortaleceram na região e utilizaram o território iraquiano para expandir suas atividades. Frente ao aumento da intensidade do conflito em uma sangrenta luta de guerrilha, vários países começaram a abandonar a Coalizão e retiraram suas tropas do Iraque. Os Estados Unidos foi pelo caminho oposto, aumentando consideravelmente sua presença militar no país em 2007 e, logo em seguida, a insurgência iraquiana começou a perder força. A partir de 2009, os americanos começaram o processo de desmobilizar suas tropas do Iraque, até que a retirada foi completada em dezembro de 2011.
O Governo Bush baseou sua racionalidade para lançar a guerra na ideia de que o Iraque, visto pelo Ocidente como um "Estado vilão" desde a Guerra do Golfo, possuía armas de destruição em massa (WMDs, na sigla em inglês) e que o regime de Saddam Hussein representava uma ameaça grave para os Estados Unidos e seus aliados. Oficiais e autoridades do governo americano também acusaram Saddam de dar abrigo e apoio a terroristas da al-Qaeda, enquanto outros argumentavam sobre o valor moral de derrubar uma ditadura e levar democracia ao povo iraquiano. Após a invasão, contudo, nenhuma evidência substancial foi encontrada para apoiar as acusações de que o Iraque possuía armas de destruição em massa, enquanto a hipótese de que Saddam tinha laços com a al-Qaeda se provou falsa. A racionalidade que levou os Estados Unidos à guerra foi duramente criticada, tanto pela população americana quanto pelo mundo afora. Uma das consequências internas foi o declínio considerável da popularidade de George Bush, que se tornaria um dos presidentes mais impopulares da história americana, com a esmagadora da maioria da população dos Estados Unidos acreditando, no final da década de 2000, que invadir o Iraque foi um erro.
Enquanto isso, no Iraque, foi realizado em 2005 eleições multi-partidárias legitimamente democráticas, sendo a primeira em décadas. Nouri al-Maliki se tornou primeiro-ministro do país em 2006 e só deixou o cargo em 2014. O governo de al-Maliki foi, ao longo do tempo, adotando políticas que favoreciam os xiitas e assim alienou a minoria sunita da nação, o que fez ressurgir as tensões sectárias no começo da década de 2010. Se aproveitando disso, em 2014, o grupo terrorista auto-proclamado Estado Islâmico do Iraque e do Levante (ISIL, na sigla em inglês) lançou uma série de ofensivas militares nas províncias de Ninawa, Saladino e Ambar, e dominaram boa parte do norte do Iraque, proclamando um Califado na região, provocando uma nova resposta militar dos Estados Unidos e das nações ocidentais.
As estimativas do total de pessoas mortas na guerra (de 2003 a 2011) divergem de fonte para fonte, com os números variando de 100 000 a até mais de 600 000 fatalidades. Um estudo de 2019 feito pelo Exército dos Estados Unidos, afirmou que o Irã emergiu como "o único vitorioso" da guerra, pois conseguiu expandir sua influência e poder pela região de forma considerável.

## Antecedentes, 1991-2003

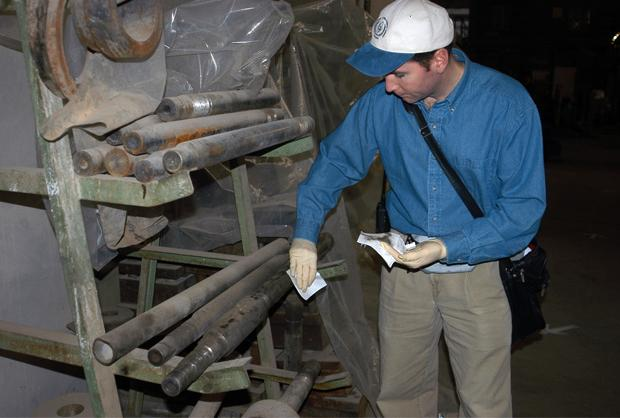
Inspetores de armas da ONU no Iraque, 2002

### Os inspetores da ONU e as zonas de voo interditadas, 1991-2001
Após a Guerra do Golfo de 1991, a resolução nº 687 do Conselho de Segurança das Nações Unidas ordenou que os programas químicos, biológicos, nucleares e de mísseis de longo alcance do Iraque fossem encerrados e que todas estas armas fossem destruídas sob supervisão de uma Comissão Especial das Nações Unidas. Inspectores das Nações Unidas no Iraque deveriam verificar a destruição de grandes quantidades de armas de destruição maciça, mas, em razão da falta de cooperação do governo iraquiano, estes abandonaram o Iraque em 1998, e muitos problemas ficaram por resolver.
Além das inspeções, os Estados Unidos e o Reino Unido (juntamente com a França até 1998) envolveram-se num conflito "frio" com o Iraque para obrigá-lo a respeitar as zonas de voo interdito norte e sul. Estas zonas foram criadas após a Guerra Irão-Iraque para proteger o Curdistão iraquiano, no norte, e as zonas xiitas meridionais. A interdição foi vista pelo governo iraquiano como uma violação da soberania iraquiana. Baterias antiaéreas iraquianas e patrulhas aéreas americanas e britânicas trocavam fogo regularmente durante este período.
Aproximadamente nove meses depois dos ataques de 11 de Setembro de 2001, os Estados Unidos iniciaram a chamada Operação Foco a Sul, alterando a sua resposta estratégica, aumentando o número de missões e seleccionando os alvos através das zonas de voo proibidas, com o objetivo de destruir a estrutura de comando do Iraque. O peso das bombas largadas aumentou de zero em Março de 2002 e de 0,3 toneladas em Abril do mesmo ano para 8 a 14 toneladas por mês de Maio a Agosto, atingindo um pico de 54,6 toneladas em Setembro.

### A preparação da guerra, 2001-
A justificação original para a guerra do Iraque era o programa de desenvolvimento de armas de destruição maciça pelo Iraque e a alegada colaboração de Saddam Hussein com a Al-Qaeda. No entanto, as informações em que se basearam estas duas justificações foram criticadas e largamente desacreditadas após a invasão, sendo que a administração Bush foi acusada de falsear informações dos serviços secretos.
A questão do desarmamento iraquiano chegou a um ponto de crise quando o presidente norte-americano, George W. Bush, exigiu o fim da produção de armas de destruição em massa por parte do Iraque e o respeito total das resoluções da ONU, que requeriam o acesso sem limites dos inspectores de armamento da ONU a instalações suspeitas de produzirem essas armas. Desde a Guerra do Golfo, a ONU tinha proibido o Iraque de desenvolver e possuir tais armas e exigira que o cumprimento dessa resolução fosse confirmado através de inspecções. Ao longo de 2002, Bush apoiou as exigências de inspecção ilimitada e de desarmamento com a ameaça de uso da força. Após a resolução 1 441 do Conselho de Segurança da ONU, que dava ao Iraque uma oportunidade final para cumprir suas obrigações de desarmamento, o Iraque concordou em cooperar com novas inspecções. Durante as inspecções, nenhuma arma de destruição maciça foi encontrada. No entanto, o governo norte-americano continuou a manifestar cepticismo relativamente às declarações iraquianas acerca do programa.
Nos estágios iniciais da Guerra ao Terrorismo, a CIA, sob a direcção de George Tenet, estava a tornar-se a principal agência na guerra no Afeganistão. Mas quando Tenet insistiu, em reuniões pessoais com o presidente Bush, que não havia nenhuma ligação entre a Al-Qaeda e o Iraque, o vice-presidente Dick Cheney e o secretário da defesa Donald Rumsfeld iniciaram um programa secreto para reavaliar as informações existentes e marginalizar Tenet e a CIA. As informações questionáveis adquiridas por este programa secreto foi enviada ao vice-presidente e apresentada ao público.
No caso, o departamento de Cheney deixava "escapar" informações para os jornalistas, a qual seria apoiada por meios de comunicação como o The New York Times. Cheney aparecia então em programas televisivos de fim de semana para discutir essas informações, referenciando o "The New York Times" como fonte para dar credibilidade a essa informação.

### As alegadas armas de destruição maciça
No fim de Fevereiro de 2003, a CIA enviou o ex-embaixador Joseph C. Wilson para investigar alegações duvidosas de que o Iraque tinha tentado comprar concentrados de urânio ao Níger. Wilson voltou e informou a CIA de que as vendas desses concentrados ao Iraque eram "inequivocamente errados". No entanto, a administração Bush continuou a mencionar as compras de concentrados como justificação para a acção militar, especialmente no discurso do Estado da União de Janeiro de 2003, em que o presidente Bush repetiu a alegação, citando fontes dos serviços secretos britânicos.
Como resposta, Wilson escreveu uma coluna crítica no New York Times em Junho de 2003 explicando que a CIA tinha investigado essas alegações e tinha concluído que eram falsas. Pouco depois da coluna de Wilson ter sido editada, a identidade da sua esposa, Valerie Palmer, analista secreta da CIA, foi revelada numa coluna de Robert Novak. Dado que é ilegal revelar a identidade de um agente da CIA, a coluna de Novak deu origem a uma investigação do departamento de justiça acerca da fonte da fuga de informação. Lewis 'Scooter' Libby, o chefe de gabinete de Dick Cheney, foi condenado por perjúrio no Caso Plame. Descobriu-se que a fonte da fuga fora Richard Armitage. Este nunca foi acusado judicialmente.
Um memorando do governo britânico foi publicado no The Sunday Times a 1 de Maio de 2005. Conhecido como o "Memorando de Downing Street" contém um resumo de uma reunião secreta entre o governo trabalhista do Reino Unido, figuras da defesa e dos serviços secretos discutindo os passos que levariam à guerra do Iraque-incluindo referências directas a procedimentos confidenciais americanos da altura. O memorando referia que "Bush queria remover Saddam através de uma acção armada, justificada pela conjunção de terrorismo e armas de destruição maciça. Mas as informações dos serviços secretos e os factos estavam a ser construídos à volta desta directiva", e não o contrário.
De acordo com o jornalista Sidney Blumenthal, a 18 de Setembro de 2002, George Tenet informou George Bush que Saddam Hussein não tinha armas de destruição massiva. Blumenthal diz que Bush desvalorizou esta informação secreta do círculo próximo de Saddam, a qual fora aprovada por dois responsáveis superiores da CIA, e que se acabou por revelar totalmente verdadeira. Esta informação nunca foi partilhada com o Congresso nem mesmo com agentes da CIA que examinavam se Saddam tinha ou não estas armas.
Em Setembro de 2002, a administração Bush disse que as tentativas do Iraque de adquirir milhares de tubos de alumínio de elevada força apontavam para um programa clandestino para enriquecer urânio para fazer bombas nucleares. Esta opinião foi apoiada pela CIA e DIA mas foi contestada pelo Departamento de Energia (DOE) e pelo INR, o que era significativo uma vez que o DOE era o único departamento estatal americano com conhecimentos em centrifugadoras de gás e programas de armas atómicas.

### Autorização do uso da força
Em Outubro de 2002, poucos dias antes da votação no senado norte-americano sobre a Resolução Conjunta para autorizar o uso das Forças Armadas Norte-americanas contra o Iraque, foi dito a cerca de 75 senadores que Saddam Hussein tinha os meios de atacar a costa oriental dos EUA com armas biológicas ou químicas através de aviões não pilotados. Colin Powell sugeriu ainda na sua apresentação de informações ao Conselho de Segurança que estes estavam prontos a ser lançados contra os EUA. Nessa altura havia uma disputa vigorosa entre os serviços secretos sobre se as conclusões da CIA sobre os aviões não pilotados eram corretas. A Força Aérea dos Estados Unidos, a agência mais familiarizada com estes aparelhos, o Núcleo de Informações e Investigação do Departamento de Estado e a Agência de Informações de Defesa negaram que o Iraque possuísse alguma capacidade ofensiva deste tipo, dizendo que os poucos aviões não tripulados que o Iraque possuía estavam desenhados e destinavam-se apenas a vigilância.

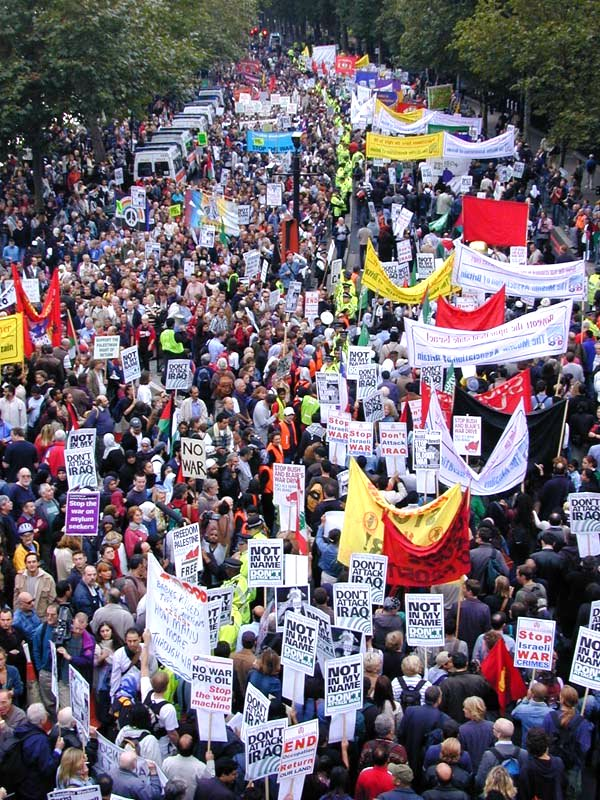
Manifestantes anti-guerra marchando em Londres, 2002

A maioria do Comité dos Serviços de Informações concordou neste último ponto. De facto, a frota iraquiana de aviões não tripulados nunca entrou em combate e consistia num punhado de equipamentos de treino de origem checa, dotados câmaras, mas sem capacidade ofensiva. Apesar desta controvérsia, o senado votou a aprovar a Resolução Conjunta a 11 de Outubro de 2002, concedendo à administração Bush as bases legais para a invasão.
No princípio de 2003, os Estados Unidos, o Reino Unido e a Espanha propuseram a chamada "Resolução 18" para dar ao Iraque um prazo para cumprir as resoluções anteriores e que seria aplicada pela ameaça de acção militar. Esta resolução foi subsequentemente retirada por falta de apoio no Conselho de Segurança das Nações Unidas. Em particular a França e a Alemanha, membros da OTAN, e a Rússia, opunham-se a uma intervenção militar no Iraque devido ao elevado risco para a segurança da comunidade internacional e defendiam o desarmamento através da diplomacia. A 20 de Janeiro de 2003 o ministro dos negócios estrangeiros francês Dominique de Villepin declarou "…acreditamos que a intervenção militar seria a pior solução".
Na primeira semana de Março de 2003, o inspector de armas da ONU Hans Blix declarou que, relativamente ao Iraque, "Nenhuma evidência das actividades referidas se encontraram até agora", dizendo que tinham sido feitos progressos nas inspecções e que estas continuariam. Contudo, o governo norte-americano anunciou que a diplomacia tinha falhado e que iria intervir com uma coligação de países aliados para eliminar as armas de destruição massiva do Iraque. O governo norte-americano aconselhou abruptamente os inspectores de armamento da ONU a saírem imediatamente do Iraque.
A 16 de Março, George W. Bush (presidente dos EUA), Tony Blair (primeiro-ministro do Reino Unido), e Jose Maria Aznar (primeiro-ministro de Espanha) são recebidos por Durão Barroso (primeiro-ministro de Portugal) na Cimeira das Lajes, Açores. Dadas as resistências inultrapassáveis no Conselho de Segurança da ONU (Rússia) e na OTAN (por exemplo, França e Alemanha), esta cimeira serviu para dar palco mediático a um alegado ultimato ao Iraque. George W. Bush avisou "Ou o Iraque se desarma ou é desarmado pela força", perante centenas de jornalistas internacionais. A coligação possível era frágil com fortes resistências institucionais e populares nesses países. Por exemplo, o então presidente de Portugal, Jorge Sampaio, denunciou um ato premeditado de fato consumado: não se buscava a paz ou legalidade internacional, mas sim a guerra por ação unilateral.
Quatro dias depois, a 19 de março de 2003, teve início a invasão norte-americana do Iraque, com o ataque aéreo a Bagdá.

### Oposição ao conflito
Entretanto, grupos antiguerra por todo o mundo organizaram protestos públicos. De acordo com o académico francês Dominique Reynié, entre 3 de Janeiro e 12 de Abril de 2003, 36 milhões de pessoas em todo o mundo tomaram parte em quase 3 000 protestos contra a guerra do Iraque, sendo as manifestações de 15 de fevereiro as maiores e mais activas.
Houve também sérias questões legais que rodearam a condução da guerra no Iraque, e a doutrina Bush da "guerra preventiva". A 16 de setembro de 2004, Kofi Annan, Secretário Geral da ONU, disse sobre a invasão: "Indiquei que não foi em conformidade com a Carta das Nações Unidas. Do nosso ponto de vista, do ponto de vista da Carta, [a invasão do Iraque] foi ilegal".

## Guerra

### 2003: a invasão

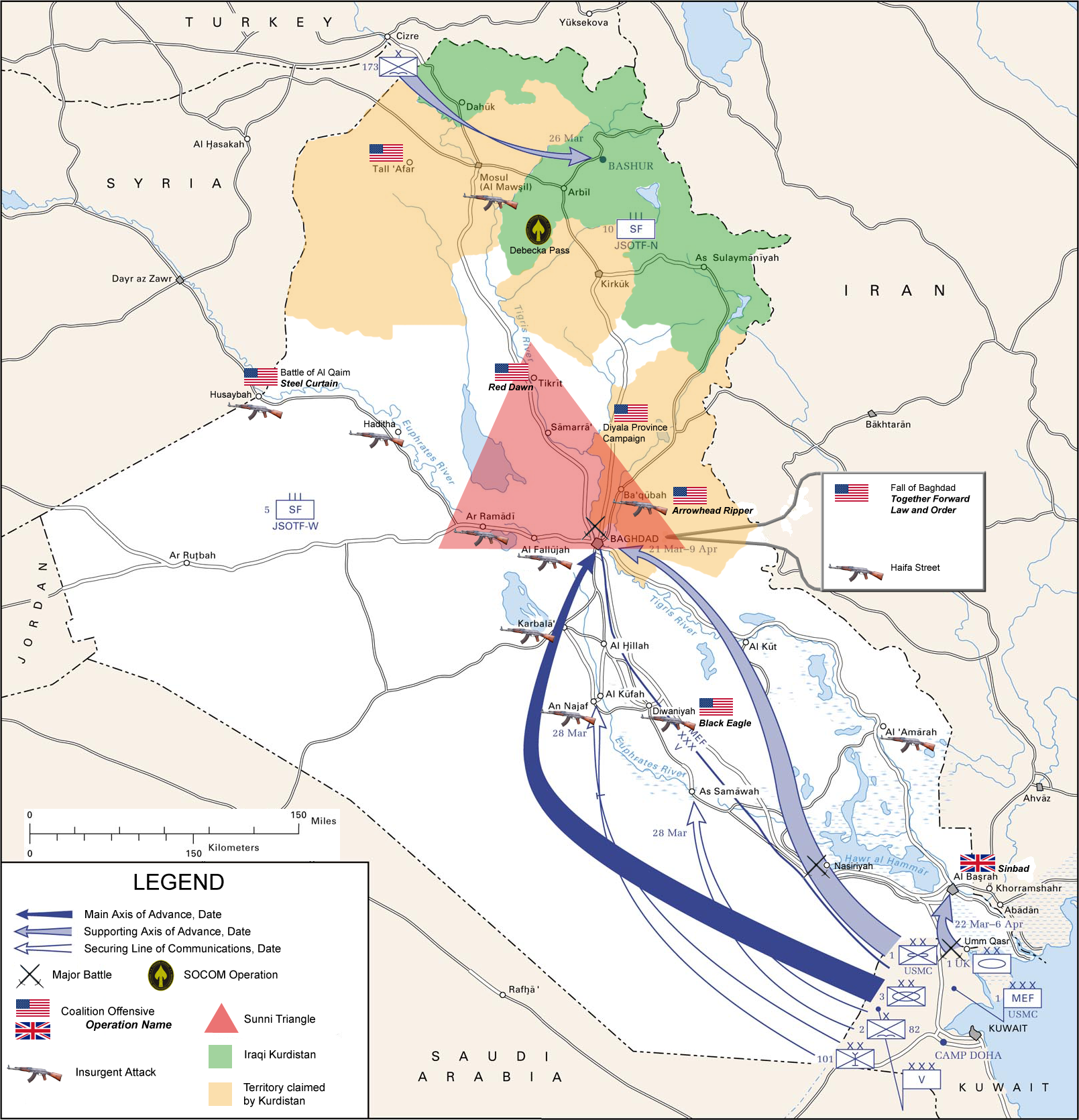
Guerra do Iraque (situação em 2007).
Legenda::
- Principais eixos de penetração (seta roxa)
- Apoio aos eixos de penetração (seta lilás)
- Linhas de comunicação (seta branca)
- Principais batalhas (espadas cruzadas)
- Operação do SOCOM
- Ofensiva da coalizão (batalhas) e
- Ataque de insurgentes (rifle)
- Triângulo Sunita (rosa)
- Curdistão iraquiano (verde)
- Território reivindicado pelo Curdistão (amarelo)

A invasão do Iraque em 2003, comandada pelo general Tommy Franks, começou a 20 de Março, com o nome de código "Operation Iraqi Freedom" (Operação liberdade do Iraque) para a ofensiva norte-americana. O nome de código da ofensiva britânica foi Operação Telic. As forças da coligação cooperaram com as forças curdas peshmerga no norte. Aproximadamente outras 40 nações, designadas "a coligação dos interessados" ("coalition of the willing"), participaram fornecendo equipamento, serviços e segurança, tal como forças especiais. As forças militares iniciais da coligação eram de cerca de 180 000, dos quais 98% eram norte-americanos ou britânicos.
O exército de Saddam foi rapidamente ultrapassado, apesar de a sua tropa de paramilitares, os Fedayin de Saddam, terem colocado uma resistência desafiadora. A 9 de Abril Bagdá caiu em mãos das forças dos americanas. A infantaria norte-americana cercou os ministérios abandonados do partido Baath e derrubaram uma enorme estátua de ferro de Saddam Hussein, terminado o seu domínio de 24 anos no Iraque. No entanto generalizaram-se pilhagens de instituições governamentais e uma grande desordem pouco tempo depois de as forças de Saddam Hussein, incluindo os Fedayin, se desmembraram em grandes proporções na cidade.
Em 13 de Abril, Ticrite, a cidade natal de Saddam e a última cidade a ser tomada pela coligação, foi ocupada pelos fuzileiros da Task Force Tripoli. Talvez para a surpresa de muitos, a resistência foi pequena. A 15 de Abril os membros da coligação declararam que a guerra estava efectivamente terminada.
Estima-se que aproximadamente 9 200 combatentes iraquianos foram mortos nesta fase inicial da guerra. Além destes, o projecto de contagem de vítimas do Iraque (Iraq Body Count Project) incorporando relatórios subsequentes, declarou que no fim da fase de maiores combates, até 30 de Abril, foram mortos 7 299 civis, fundamentalmente pelas forças aéreas e terrestres norte-americanas.
De acordo com a CNN, o governo norte-americano reportou que tinham morrido 139 militares americanos em combate até 1 de Maio. No mesmo período morreram 33 britânicos.

#### A Autoridade Provisória da Coligação e o Grupo de Pesquisa do Iraque
Pouco depois da invasão, a coligação multinacional criou a Autoridade Provisória da Coligação (APC), سلطة الائتلاف الموحدة, baseada na Zona Verde, como governo de transição do Iraque até ao estabelecimento de um novo governo. Citando a resolução nº 1 483 (de 22 de maio de 2003) do Conselho de Segurança da ONU e as leis da guerra, a APC revestiu-se de autoridade legislativa, executiva e judicial desde 21 de abril de 2003 até à sua dissolução a 28 de junho de 2004.
A APC foi originalmente liderada por Jay Garner, antigo oficial norte-americano, mas a sua indicação durou apenas um breve período. Depois de Garner se demitir, o presidente Bush indicou Paul Bremer como chefe da APC e este serviu no cargo até à dissolução da Autoridade em julho de 2004. Outro grupo criado na primavera de 2003 foi Grupo de Pesquisa do Iraque. Este foi uma missão de descoberta de factos enviada após a invasão pelas forças multinacionais para encontrar programas de armas de destruição massiva desenvolvidos pelo Iraque. Consistia numa equipe internacional de 1 400 membros organizado pelo Pentágono e pela CIA para procurar armazéns suspeitos de armazenarem armas de destruição massiva, tal como agentes biológicos e químicos, e qualquer programa de investigação de apoio ou infraestruturas que pudessem ser usadas para desenvolver armas de destruição massiva. Em 2004, o relatório Duelfer do Grupo de Pesquisa do Iraque concluiu que o Iraque não tinha nenhum programa de armas de destruição massiva viável.

#### Declaração do fim das operações principais

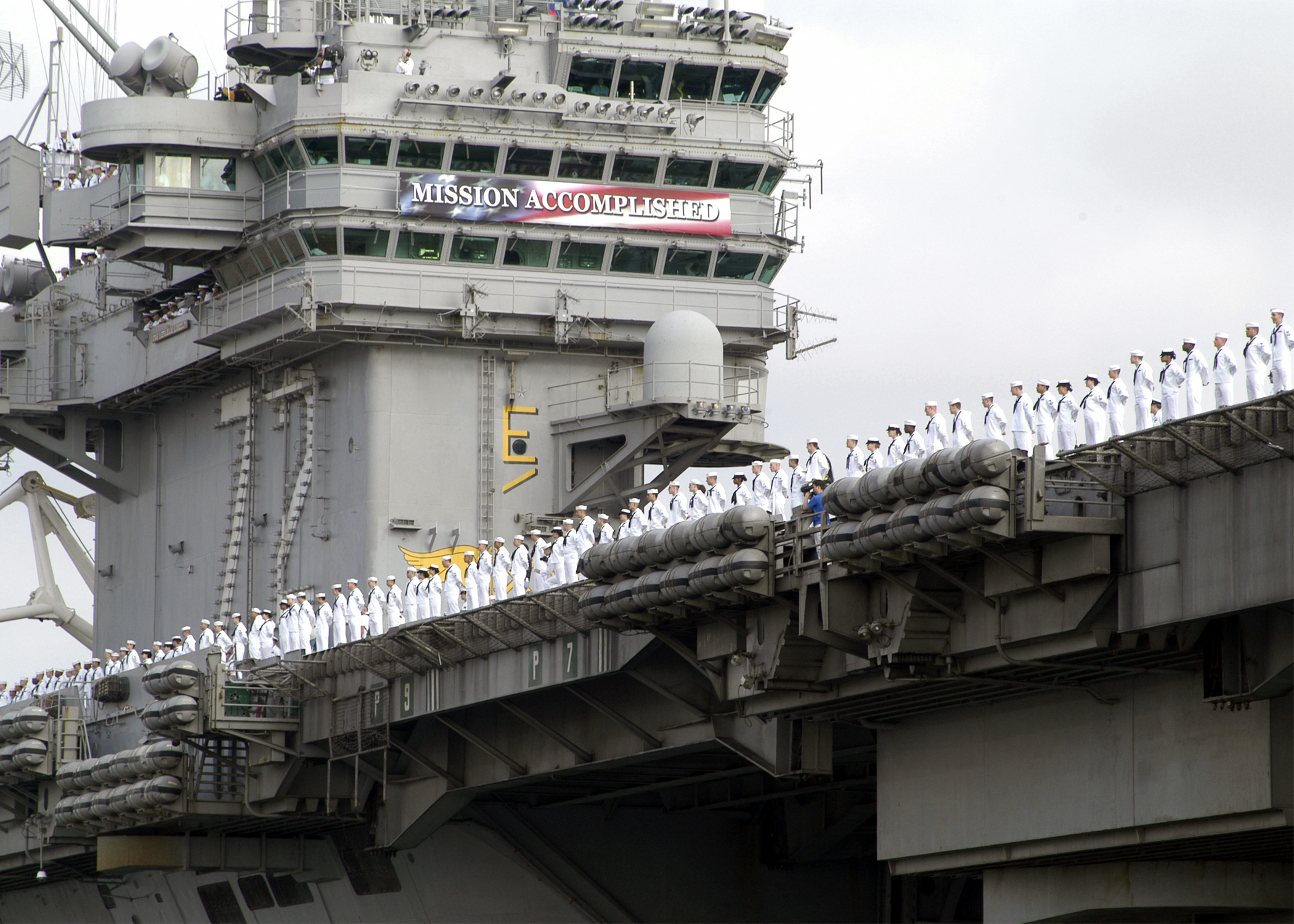
O USS Abraham Lincoln voltando ao porto com a sua bandeira de Missão Cumprida

Em 1 de maio, o presidente Bush fez uma visita dramática ao porta-aviões USS Abraham Lincoln em serviço a algumas milhas a oeste de San Diego, Califórnia no regresso de uma longa missão que incluíra serviço no Golfo Pérsico. A visita teve o seu clímax ao pôr do sol com o discurso bem conhecido de Bush da "Missão Cumprida". Neste discurso transmitido para todos os Estados Unidos e feito perante pilotos e marinheiros no convés do porta-aviões, Bush declarou efectivamente vitória devido à derrota das forças convencionais iraquianas. No entanto, Saddam Hussein continuava em paradeiro incerto e mantinham-se bolsas de resistência.
Depois do discurso do presidente, as forças da coligação notaram um número gradualmente crescente de ataques às suas tropas em várias regiões, especialmente no "triângulo sunita". No caos inicial após a queda do governo iraquiano, houve pilhagens maciças de edifícios do governo, residências oficiais, museus, bancos e instalações militares. De acordo com o Pentágono, 250 000 toneladas de material foram pilhadas, fornecendo uma fonte significativa de armamento à insurgência iraquiana. Os insurgentes foram ainda ajudados por centenas de esconderijos de armas criados antes da invasão pelo exército convencional do Iraque e pela Guarda Republicana.

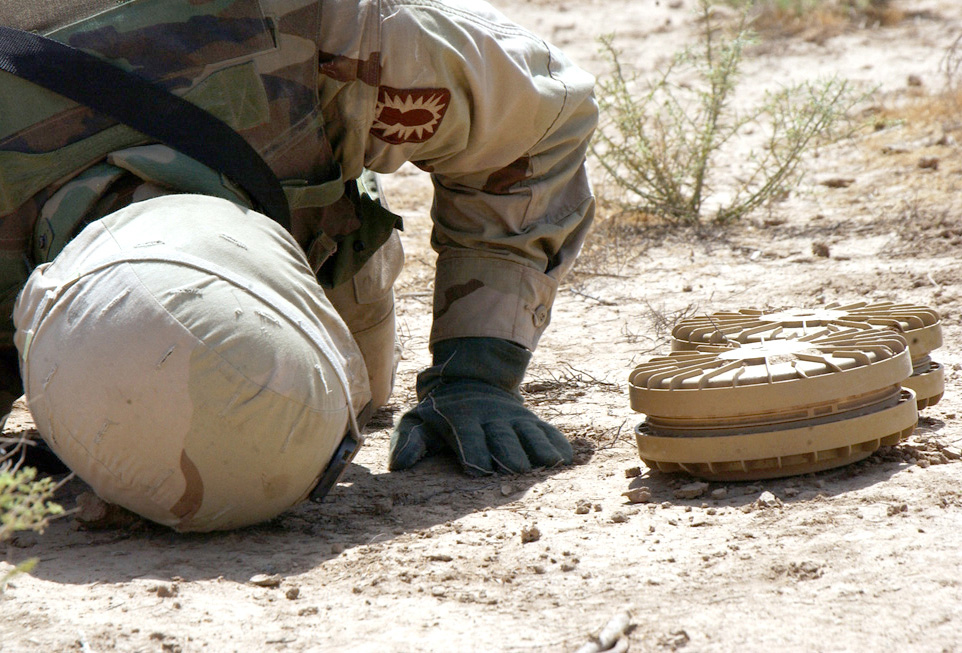
18 de Maio de 2004. O sargento Kevin Jessen verifica duas minas antitanque encontradas numa aldeia perto de Ad-Dujayl, no triângulo sunita

Inicialmente, a insurgência iraquiana (conhecida pela coligação como Forças Anti-Iraquianas) tinha como origem os Fedayin e os leais ao partido Baath, mas em breve os religiosos radicais e iraquianos contrários à ocupação contribuíram para a resistência à coligação. As três províncias com o número mais elevado de ataques eram Bagdá, Ambar e Saladino. Estas províncias incluíam cerca de 35% da população; mas eram responsáveis por 73% das mortes de militares norte-americanos (até 5 de Dezembro de 2006; em datas mais recentes o número aumentaria ainda mais para cerca de 80%). Os insurgentes usam tácticas de guerrilha incluindo morteiros, mísseis, ataques suicidas, atiradores furtivos, dispositivos explosivos improvisados, carros bomba, armas de fogo ligeiras e lança granadas, tal como sabotagem contra infraestruturas de água, petróleo e electricidade.
Os esforços da coligação do Iraque pós-invasão começaram após a queda do regime de Saddam Hussein. As nações da coligação, juntamente com as Nações Unidas, começaram a trabalhar para estabelecer um estado estável, capaz de se defender, manter-se coeso diante dos ataques da guerrilha e as divisões internas.
Entretanto, as forças da coligação lançaram várias operações à volta da península do rio Tigre e no triângulo sunita. Até ao fim de 2003, a intensidade e frequência dos ataques dos insurgentes começou a aumentar. Um aumento significativo dos ataques de guerrilha levou a um esforço da insurgência nomeada a Ofensiva do Ramadão, uma vez que coincidiu com o início do mês santo dos muçulmanos. Para combater esta ofensiva, as forças da coligação começaram a utilizar forças aéreas e artilharia de novo pela primeira vez após o fim da invasão, atacando locais de emboscada suspeitos e posições de lançamento de morteiros. A vigilância das principais rotas, patrulhas e raides contra suspeitos de serem insurgentes foram aumentados. Além disso, duas aldeias, incluindo o local de nascimento de Saddam Hussein, al-Auja e a pequena cidade de Abu Hishma foram envolvidas por arame farpado e cuidadosamente monitorizadas.
No entanto, o fracasso na restauração dos serviços básicos para níveis de antes da guerra, no qual mais de uma década de sanções, bombardeamentos, corrupção e degradação das infraestruturas tinha já deixado as cidades a quase não funcionar, contribuiu para um rancor local contra o governo da IPA encabeçado por um conselho executivo.
A 2 de Julho de 2003 o presidente Bush declarou que as tropas americanas ficariam no Iraque apesar dos ataques, e desafiou os insurgentes dizendo: "A minha resposta é: que venham eles", uma frase bastante criticada, que o presidente lamentou mais tarde. No verão de 2003, as forças multinacionais focaram-se também em capturar os líderes do regime anterior. A 22 de Julho, um raide da 101ª divisão aerotransportada e soldados da Task Force 20 mataram os filhos de Saddam Hussein (Uday e Qusay) juntamente com os seus netos. Ao todo, mais de 300 líderes de topo do regime anterior foram mortos ou capturados, tal como numerosos funcionários inferiores e pessoal militar.

#### A captura de Saddam Hussein

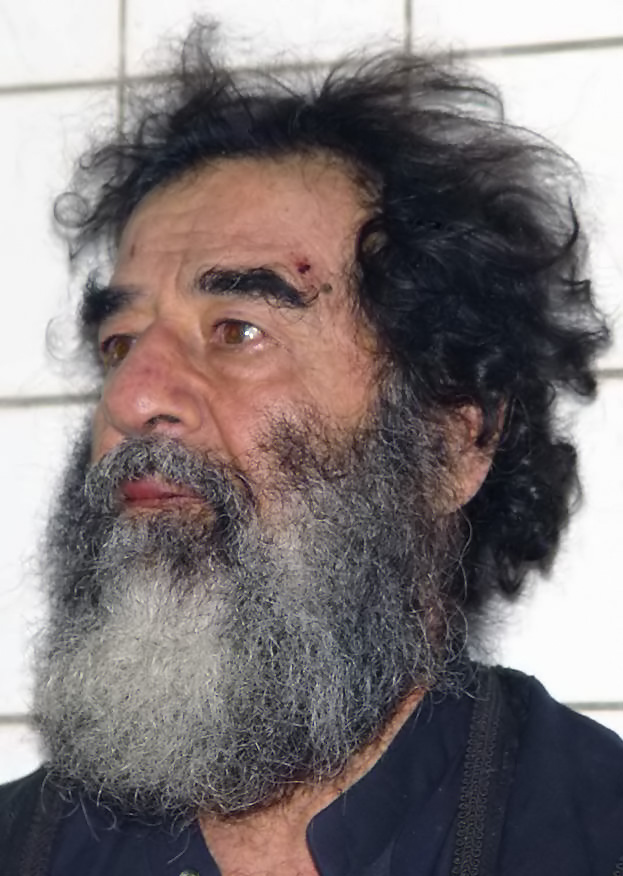
Saddam Hussein pouco depois da sua captura

No contexto das informações dos serviços secretos que levaram aos raids contra os membros do partido Baath ligados à insurgência, Saddam Hussein foi ele próprio capturado a 13 de dezembro de 2003 numa quinta perto de Ticrite na operação Red Dawn. A operação foi conduzida pela 4 ª divisão de infantaria do exército norte-americano e por membros da Task Force 121.
Com a captura de Saddam e uma queda do número de ataques dos insurgentes, alguns concluíram que as forças multinacionais estavam a ter sucesso na luta contra a insurgência. O governo provisório começou a treinar novas forças de segurança iraquianas para defenderem o país, e os Estados Unidos prometeram 20 mil milhões de dólares de crédito na forma de futuros ganhos petrolíferos para a reconstrução. Mais valias resultantes do petróleo foram também usadas para reconstruir escolas e infraestruturas eléctricas e de refinação de petróleo.
Pouco depois da captura de Saddam Hussein, elementos deixados de fora da Autoridade da Coligação Provisória começaram a agitar-se pelas eleições e pela formação de um governo iraquiano interino. O mais proeminente entre estes foi o clérigo xiita Grande Aiatolá Ali al-Sistani. A Autoridade da Coligação Provisória opôs-se à autorização de eleições democráticas naquele momento, preferindo em vez disso entregar o poder a um governo iraquiano interino ou "de transição". Devido a uma luta interna pelo poder no interior do novo governo, o movimento de resistência à ocupação intensificou-se. Os dois centros mais turbulentos eram a área em redor de Faluja e as secções xiitas pobres de Bagdá (Sadr City) até Baçorá.

### 2004: O crescimento da insurgência
O início de 2004 foi marcado por certa calma na violência. As forças insurgentes reorganizaram-se neste período, estudando as tácticas das forças multinacionais e planejando ofensivas renovadas. No entanto a violência aumentou durante a primavera com combatentes estrangeiros vindos da região do médio-oriente, bem como da Al-Qaeda no Iraque (um grupo ligado à Al-Qaeda) liderada por Abu Musab al-Zarqawi ajudando a comandar a insurgência.
À medida que a insurgência crescia notou-se uma mudança distinta nos alvos, que passaram das forças da coligação para as novas forças de segurança iraquianas, sendo mortos centenas de policiais e civis iraquianos nos meses seguintes numa série massiva de bombas. Uma insurgência sunita organizada, com raízes profundas e motivações tanto nacionalistas como islamistas, tornava-se mais poderosa pelo Iraque. O xiita Exército Mahdi também começou a desencadear ataques contra forças da coligação como tentativa de controlar as forças de segurança iraquianas. As zonas centrais e meridionais começavam a entrar em erupção com guerrilhas urbanas à medida que as forças da coligação tentavam manter o controle e preparar uma contraofensiva.

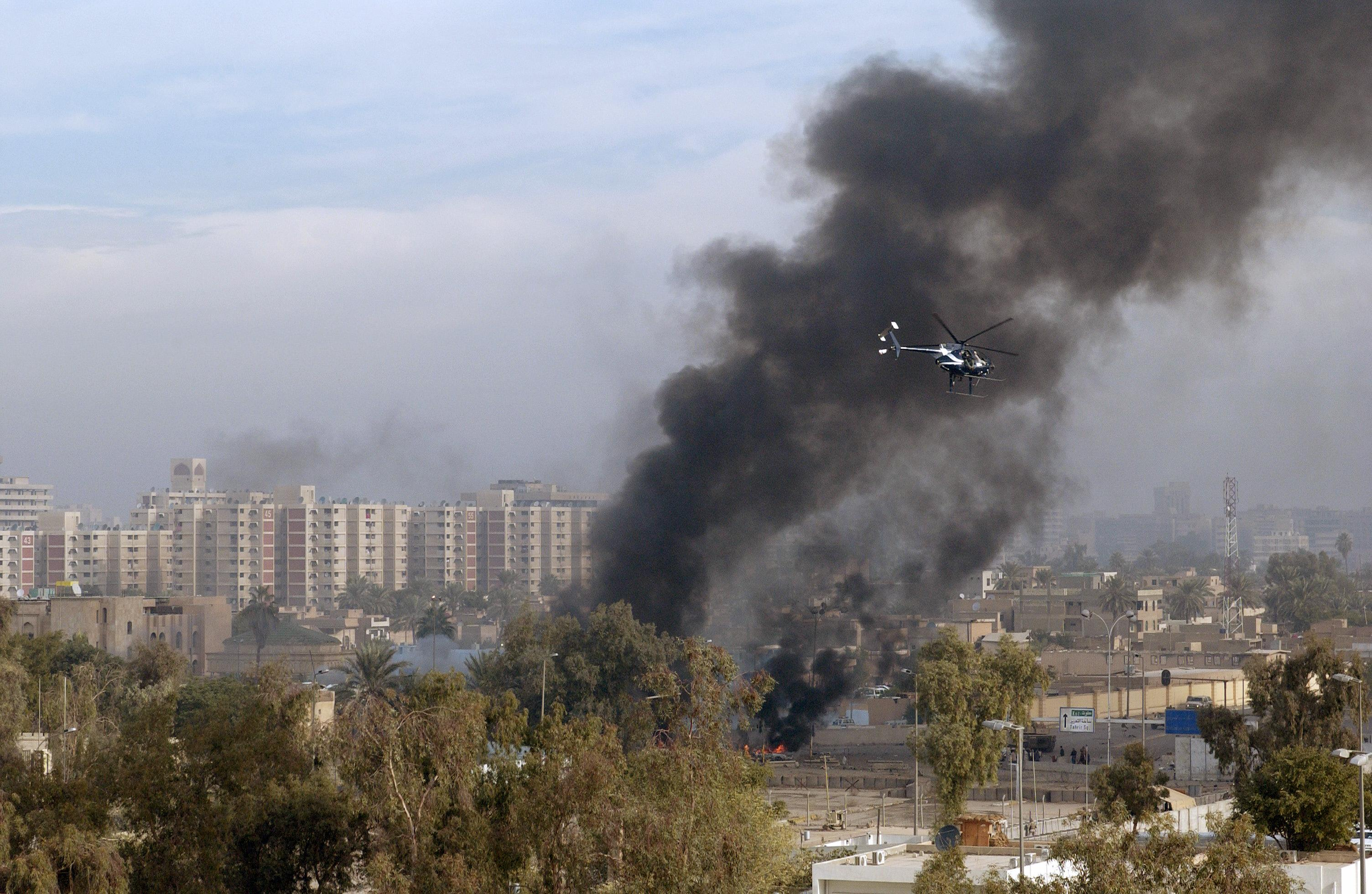
Explosão de um carro bomba em Bagdá, em 2004

Os combates mais sérios da guerra até ao momento começaram a 31 de março de 2004 quando insurgentes iraquianos em Faluja emboscaram uma caravana da Blackwater USA liderada por milícias privadas que davam segurança a transportadores de alimentos da Eurest Support Services. Os quatro milicianos, Scott Helvenston, Jerko Zovko; Wesley Batalona e Michael Teague, foram mortos com granadas e armas de fogo leves. Subsequentemente os seus corpos foram arrastados para fora dos seus veículos, espancados e incendiados, e os cadáveres queimados foram pendurados numa ponte sobre o rio Eufrates. Foram divulgadas fotografias do acontecimento a agências de notícias de todo o mundo causando uma grande indignação nos Estados Unidos e levando a uma mal-sucedida pacificação da cidade: a primeira batalha de Faluja, em Abril de 2004.

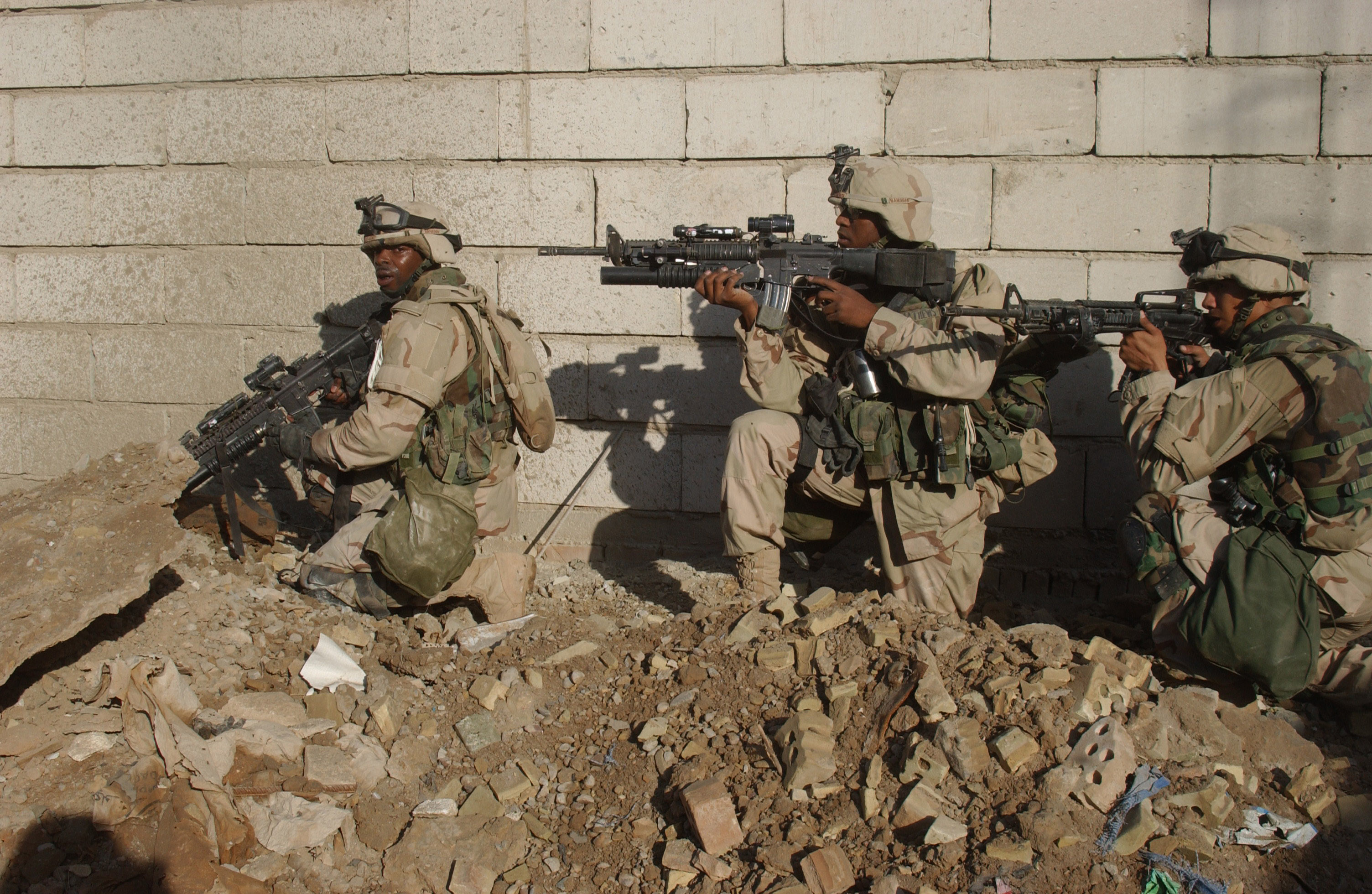
Soldados americanos lutando em Faluja

A ofensiva foi retomada em Novembro, na mais sangrenta batalha da guerra até então, a segunda batalha de Faluja, descrita pelo exército norte-americano como "os combates urbanos mais duros desde a batalha da cidade de Hue, no Vietname". Durante o assalto, as tropas norte-americanas usaram fósforo branco como arma incendiária, causando controvérsia. Um ano depois, um documentário de vinte minutos, Fallujah: The hidden massacre, veiculado em 7 de novembro de 2005 pela RAI, a TV estatal italiana, comprovou o uso do fósforo contra civis. A batalha de dez dias resultou na vitória da coligação, com 54 americanos e aproximadamente 1 000 iraquianos mortos. Faluja ficou totalmente devastada durante os combates.
Outro importante acontecimento deste ano foi a revelação dos abusos de prisioneiros em Abu Ghraib, que receberam a atenção dos meios de comunicação mundiais em Abril de 2004. Os primeiros relatos dos abusos, bem como as primeiras imagens de soldados americanos sujeitando prisioneiros a abusos foram divulgados num relatório de notícias do programa "60 minutes II", a 28 de Abril, e num artigo de Seymour M. Hersh no The New Yorker, divulgado on-line a 30 de Abril. De acordo com o premiado jornalista Thomas E. Ricks, em seus livros Fiasco - The American Military Adventure in Iraq ("Fiasco - A aventura militar americana no Iraque") e The Gamble - General David Petraeus and the American Military Adventure in Iraq, 2006-2008 ("A Aposta - General David Petraeus e a Aventura Militar Americana no Iraque, 2006 - 2008") estas revelações causaram grande abalo nas justificativas morais da guerra aos olhos dos americanos e da comunidade internacional e foram um divisor de águas na guerra.

## Ocupação e guerra civil

### 2005: As eleições e a transferência da soberania
A 31 de Janeiro de 2005, os iraquianos elegeram, nas primeiras eleições legislativas, o governo transitório do Iraque, com o objectivo de criar uma constituição permanente. Apesar de alguma violência e de um grande boicote sunita terem marcado o evento pela negativa, a maioria da população elegível curda e xiita participou. A 4 de Fevereiro, Paul Wolfowitz anunciou que seriam evacuadas do Iraque no mês seguinte 15 000 tropas que tinham visto o seu dever prolongado para proporcionar segurança durante as eleições. Entre Fevereiro e Abril houve um período relativamente pacífico comparado com as carnificinas de Novembro e Janeiro, com uma média de 30 ataques por dia em comparação com setenta no período anterior.
Esperanças de um fim rápido da insurgência e de uma retirada das forças norte americanas foram desfeitas me Maio; o mês mais sangrento no Iraque desde a invasão. Bombistas suicidas, crendo-se que na maioria árabes sunitas iraquianos, sírios e sauditas, fizeram-se explodir no Iraque. Os seus alvos eram na sua maioria encontros de xiitas e concentrações xiitas de civis. Como resultado, mais de 700 civis iraquianos morreram nesse mês, tal como 79 soldados norte-americanos.
No Verão de 2005 assistiu-se a combates ao redor de Bagdá e em Tall Afar no noroeste do Iraque à medida que as forças norte-americanas tentavam selar a fronteira com a Síria. Isto levou a combates no Outono nas pequenas cidades do vale do Eufrates entre a capital e a fronteira.
Um referendo constitucional foi realizado em Outubro e a Assembleia Nacional foi eleita em Dezembro.
Os ataques dos insurgentes aumentaram nesse ano com 34 131 incidentes registados, comparados com um total de 26 496 no ano anterior.

### 2006: O governo iraquiano permanente e a guerra civil

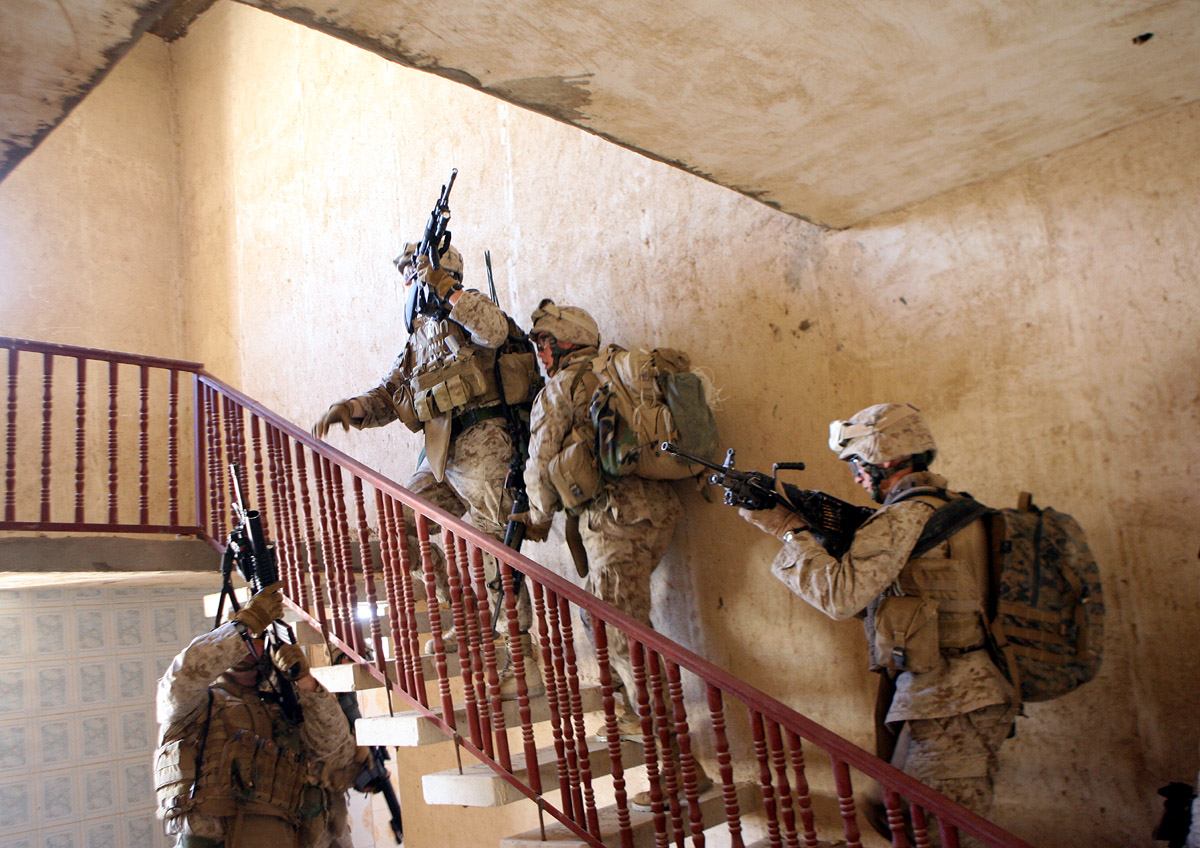
Fuzileiros navais americanos vasculhando um prédio no Iraque em 2006

O início de 2006 foi marcado pelas conversações para a constituição do governo iraquiano, pelo aumento da violência sectária e pela continuação dos ataques às forças da coligação. A violência sectária expandiu-se para um novo nível de intensidade após o ataque bombista à mesquita de al-Askari na cidade de Samarra, a 22 de Fevereiro. Pensa-se que a explosão na mesquita, um dos locais mais santos do Islão xiita, foi causada por uma bomba colocada pela Al-Qaeda iraquiana. Apesar de não terem resultado vítimas do ataque, a mesquita ficou severamente danificada e o ataque resultou em violência nos dias seguintes. Mais de 100 corpos baleados foram encontrados a 23 de Fevereiro, e pelo menos 165 terão morrido. Em consequência do ataque, o exército norte-americano estima que a taxa de homicídios em Bagdá triplicou de 11 para 33 mortes por dia. As Nações Unidas descreveram desde então o ambiente no Iraque como uma situação semelhante à guerra civil". Alguns estudos de 2006 da Escola de Saúde Pública Johns Hopkins Bloomberg estimou que mais de 601 000 iraquianos morreram em actos de violência desde a invasão norte-americana e que menos de um terço dessas mortes resultaram de acções da coligação. O Alto Comissariado das Nações Unidas para os Refugiados e o governo iraquiano estimam que mais de 365 000 iraquianos foram deslocados desde o ataque à mesquita de al-Askari, elevando o número total de refugiados iraquianos a 1,6 milhões. O actual governo do Iraque entrou em funções a 20 de maio de 2006, após aprovação pelos membros da Assembleia Nacional Iraquiana. O governo sucedeu ao governo de transição iraquiano que continuou em funções de gestão até haver acordo relativamente ao novo governo.

#### O aumento da violência sectária
Em Setembro de 2006, o "The Washington Post" deu a conhecer que o comandante dos fuzileiros no Iraque emitiu um relatório secreto não usual" concluindo que as perspectivas de segurança na província de Ambar eram muito más e que não havia quase nada que as forças norte-americanas pudessem fazer para melhorar a situação política e social lá.
O Iraque foi listado em quarto lugar no Índice de Estados Falhados de 2006 compilado pela Revista Americana de Política Externa e pelo grupo de trabalho do Fundo para a Paz. A lista era encabeçada pelo Sudão.
A 20 de Outubro, o exército norte-americano anunciou que a "Operação juntos para a frente" falhou no objectivo de reduzir a violência em Bagdá, e militantes xiitas liderados por al-Sadr tinham tomado conta de várias cidades do sul do Iraque.

#### As eleições para o congresso dos Estados Unidos e a expansão da violência

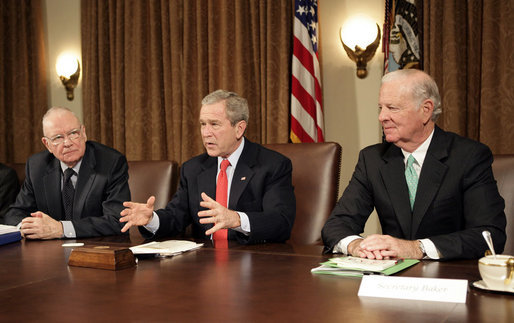
O Presidente Bush e sua equipe em reunião sobre o Iraque

A 7 de Novembro de 2006, as eleições intercalares norte-americanas tiraram ao partido republicano o controlo de ambas as câmaras do congresso. Os fracassos na guerra do Iraque foram citadas como uma das causas principais para este resultado, apesar de a administração Bush ter tentado distanciar-se da sua retórica anterior de "manter o rumo".
A 23 de Novembro, ocorreu o ataque mais mortífero desde o início da guerra do Iraque. Militantes árabes sunitas suspeitos usaram cinco carros bomba suicidas e dois morteiros no bairro de Sadr City na capital matando pelo menos 215 pessoas e ferindo 257. Os morteiros xiitas cedo retaliaram, disparando 10 projéteis ao local mais importante do Islão sunita na cidade, danificando seriamente a mesquita de Abu Hanifa e matando uma pessoa. Mais oito projéteis rebentaram perto dos escritórios da Associação de Teólogos Muçulmanos, a mais importante organização sunita no Iraque, incendiando casas próximas. Outras barragens de morteiros em bairros sunitas no oeste de Bagdá mataram nove pessoas e feriram 21, segundo a polícia. A 28 de Novembro, outro relatório dos serviços secretos dos fuzileiros foi emitido, confirmando o relatório anterior sobre a província de Ambar dizendo que: "As tropas norte-americanas e iraquianas já não são capazes de derrotar militarmente a insurgência em Ambar" e 'quase todas as instituições governamentais desde o nível local a provincial se desintegraram ou se corromperam grandemente e foram infiltradas pela Al-Qaeda iraquiana".

#### Grupo de Estudos do Iraque e a execução de Saddam Hussein
O relatório do Grupo de Estudos do Iraque foi apresentado a 6 de Dezembro de 2006. O grupo, liderado pelo antigo secretário de estado James Baker e pelo antigo congressista democrata Lee Hamilton, conclui que "a situação no Iraque é grave e está a deteriorar-se" e que "as forças norte-americanas parecem estar numa missão sem fim à vista". As 79 recomendações do relatório incluem o aumento dos contactos diplomáticos com o Irão e com a Síria e o intensificar do treino das tropas iraquianas. A 18 de Dezembro, um relatório do Pentágono refere que os ataques a norte-americanos e iraquianos se repetem numa média de aproximadamente 960 por semana - a mais alta desde que os relatórios começaram a ser feitos, em 2005.
As forças da coligação transferiram o controlo de uma província para o governo iraquiano, a primeira desde o início da guerra. Advogados militares acusaram 8 fuzileiros pela morte de 24 civis iraquianos em Haditha, em Novembro de 2005, dez dos quais mulheres e crianças. Quatro outros oficiais foram também acusados de incumprimento do dever em relação ao mesmo caso.
Depois de um julgamento que durou um ano, Saddam Hussein foi enforcado a 30 de dezembro de 2006, tendo sido considerado culpado de crimes contra a humanidade por um tribunal iraquiano.

### 2007: O reforço das tropas dos Estados Unidos

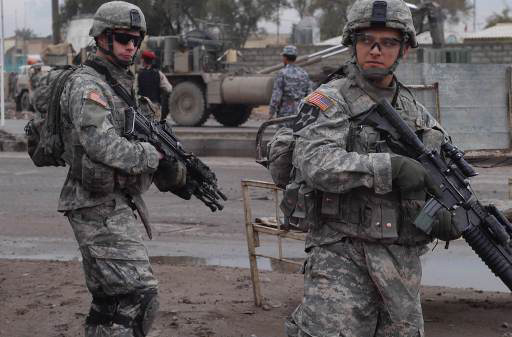
Soldados americanos em patrulha na periferia de Bagdá, em fevereiro de 2007

Num anúncio televisivo de 10 de Janeiro de 2007 ao público americano, Bush propôs mais 21 500 tropas para o Iraque, um programa de trabalho para os iraquianos, mais propostas de reconstrução, e 1 200 milhões de dólares para estes programas. Questionado sobre porque pensava que o seu plano iria funcionar desta vez, Bush disse: "Porque tem de funcionar". A 23 de Janeiro de 2007, no Discurso do Estado da União de 2007, Bush anunciou "o destacamento de reforços de mais de 20 000 soldados e fuzileiros adicionais no Iraque". A 10 de Fevereiro, David Petraeus foi nomeado comandante das forças multinacionais no Iraque, um posto de 4 estrelas que coordena todas as forças norte-americanas no país, substituindo o General George Casey. Nesta nova posição, Petraeus coordena todas as forças da coligação no Iraque e empregou-as na "estratégia de reforço" definida pela administração Bush. Em 2007 assistiu-se também a um aumento significativo nos ataques bombistas dos insurgentes com gás de cloro.

#### Exigências às tropas norte-americanas
Manter elevados níveis de tropas em face de elevadas baixas requereu duas mudanças no exército. Foi aumentado o tempo das comissões e foram relaxadas as normas relativas a voluntários com historial de actos criminosos. Era esperados que ambas as medidas levassem a um aumento da probabilidade de violência contra iraquianos não combatentes. Um relatório patrocinado pelo departamento de defesa descreveu o aumento das comissões como levando ao aumento do stress com o aumento das manifestações de raiva e desrespeito pelos civis.
John Hutson, decano e presidente do Franklin Pierce Law Center em Nova Hampshire e antigo juiz general da marinha disse que as forças armadas têm de ponderar cuidadosamente ao decidir que criminosos aceitar. Há uma razão para que a aceitação de pessoas com passado de crime nas forças armadas seja desde há muito a excepção e não a regra. "Se se está a recrutar alguém que demonstrou algum tipo de comportamento anti-social e se está a pôr uma arma nas suas mãos, tem que se estar a ser excepcionalmente cuidadoso com o que se está a fazer. Não se está a pôr um martelo nas suas mãos, nem se lhe está pedindo para vender carros, Está-se potencialmente a dizer-lhe para matar pessoas".
Em Abril, o Secretário de Defesa Robert Gates anunciou que todos os soldados do exército activo no Iraque e no Afeganistão iriam servir por dezasseis meses, em vez dos doze meses que esperavam. "Sem esta acção teríamos que recolocar cinco brigadas de soldados activo mais cedo do que o objectivo de doze meses em casa", disse Gates. Estatísticas dadas a conhecer em Abril davam a conhecer que cada vez mais soldados desertavam do seu dever, um rápido aumento relativamente aos anos anteriores.

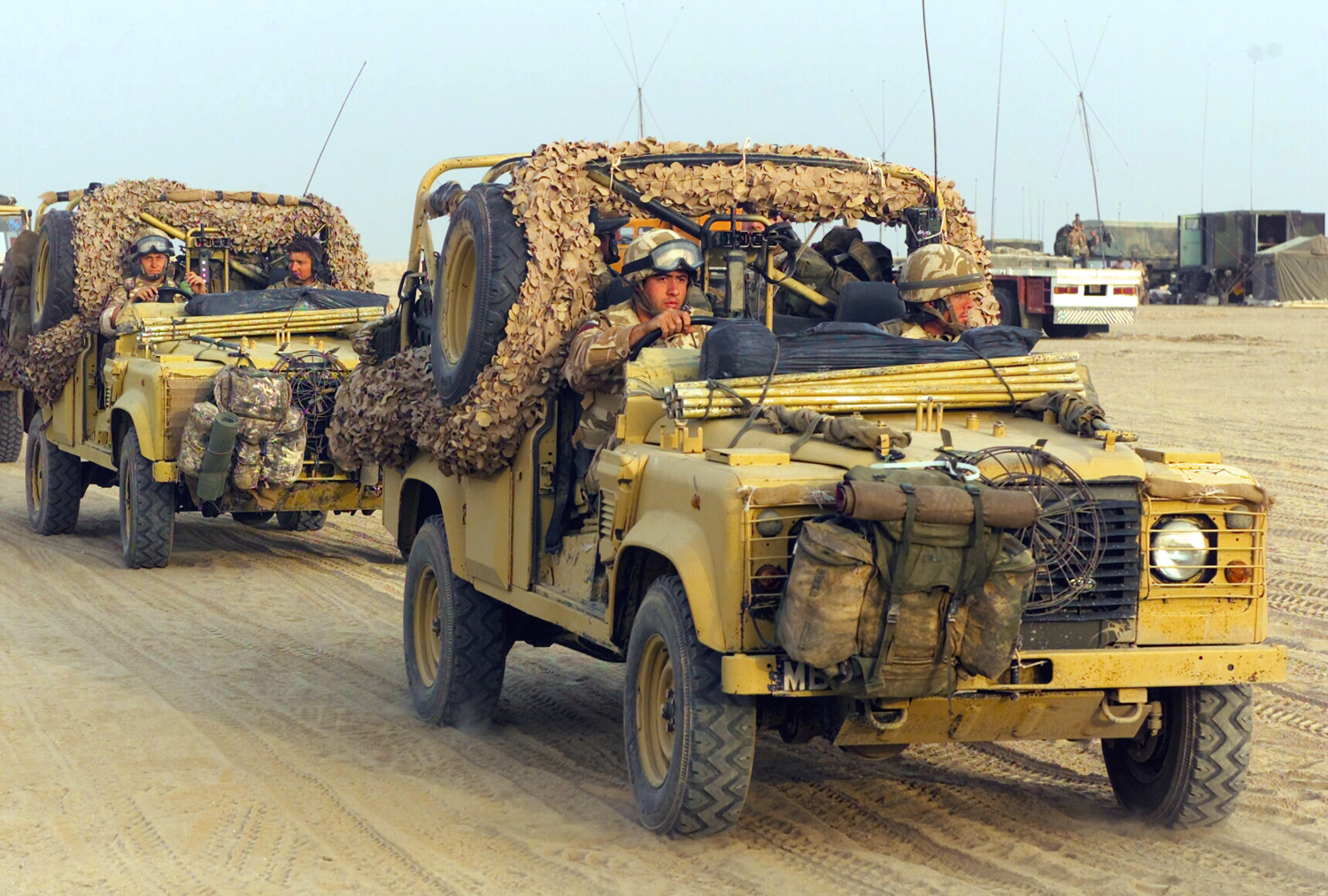
Land Rovers wolf britânicos em patrulha perto de Baçorá

A pressão sobre as tropas norte-americanas são agravadas pela contínua retirada das forças britânicas da província de Bassorá. No início de 2007, o primeiro-ministro britânico Tony Blair anunciou que após a operação Sinbad as tropas britânicas iriam começar a retirar da Bassorá, entregando a segurança aos iraquianos. No Outono de 2007, o primeiro-ministro Gordon Brown, sucessor de Blair, de novo delineou um plano de retirada para as restantes forças britânicas com uma data de retiradas completa para finais de 2008. Em Julho, o primeiro-ministro dinamarquês Anders Fogh Rasmussen também anunciou a retirada de 441 tropas do Iraque, deixando apenas uma unidade de 9 soldados pilotando 4 helicópteros de observação.
A taxa de mortes americanas em Bagdá nas primeiras sete semanas do "reforço" de tropas quase que duplicou relativamente ao período anterior. De acordo com o Monitor de baixas da coligação no Iraque, as mortes de soldados americanos desde o início do reforço era cerca de 3,14 por dia, o que é o mais alto desde o fim dos principais combates.

#### Efeitos do reforço na Segurança

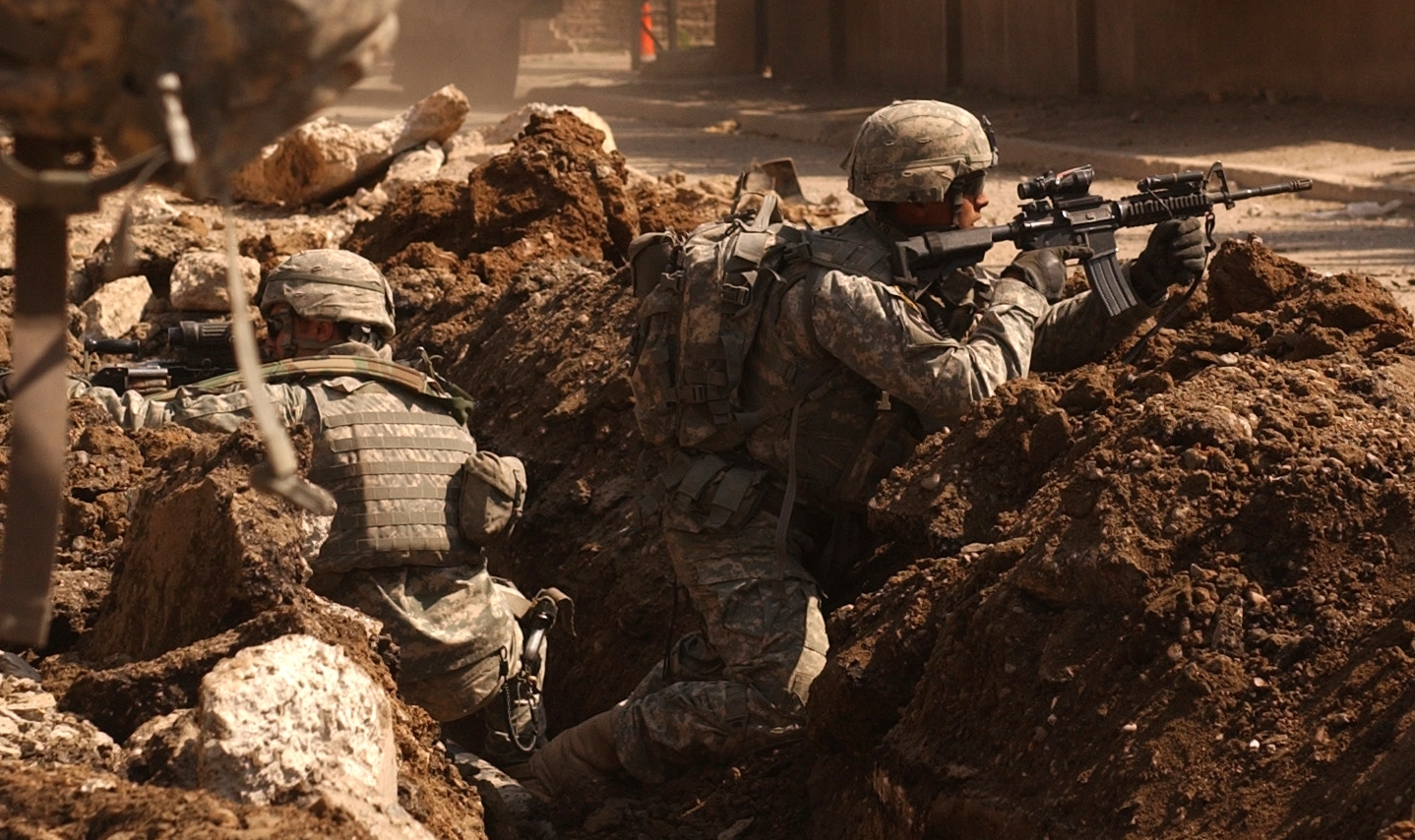
Soldados norte-americanos abrigam-se durante uma troca de tiro com insurgentes na secção de Al Doura de Bagdá, 7 de março de 2007

Em meados de Março de 2007, segundo fontes norte-americanas perto dos militares, a violência em Bagdá tinha sido cortada em cerca de 80%; no entanto, relatórios independentes levantaram questões sobre estas afirmações. Um porta voz militar iraquiano refere que que as mortes civis desde o início do reforço das tropas eram de 265 em Bagdá, uma grande diminuição relativamente aos 1440 nas quatro semanas anteriores. O New York Times concluiu que mais de 450 civis iraquianos tinham morrido durante o mesmo período de 28 dias, baseando-se nos relatórios diários iniciais do Ministério do Interior e de responsáveis hospitalares. Historicamente, as contagens de mortes apresentadas pelo The New York Times subestimaram o total das mortes em cerca de 50% ou mais comparando com os estudos das Nações Unidas, que se baseiam nos dados do Ministério da Saúde iraquiano e em dados das morgues.
No fim de Março de 2007, o congresso norte-americano aprovou leis de autorização de financiamento suplementar de 122 biliões de dólares para operações de emergência no Afeganistão e no Iraque, incluindo requerimentos de que os Estados Unidos retirassem as suas tropas do Iraque em Agosto de 2008. O presidente Bush ameaçou vetar qualquer lei que incluísse um plano de retirada. A 30 de março de 2007, o Senado dos Estados Unidos aprovou a retirada de todos as tropas até 31 de março de 2008. O prazo curto estipulado pelo Senado era uma meta, não um requerimento a Bush, e fora estabelecido para ganhar o apoio dos Democratas centristas.

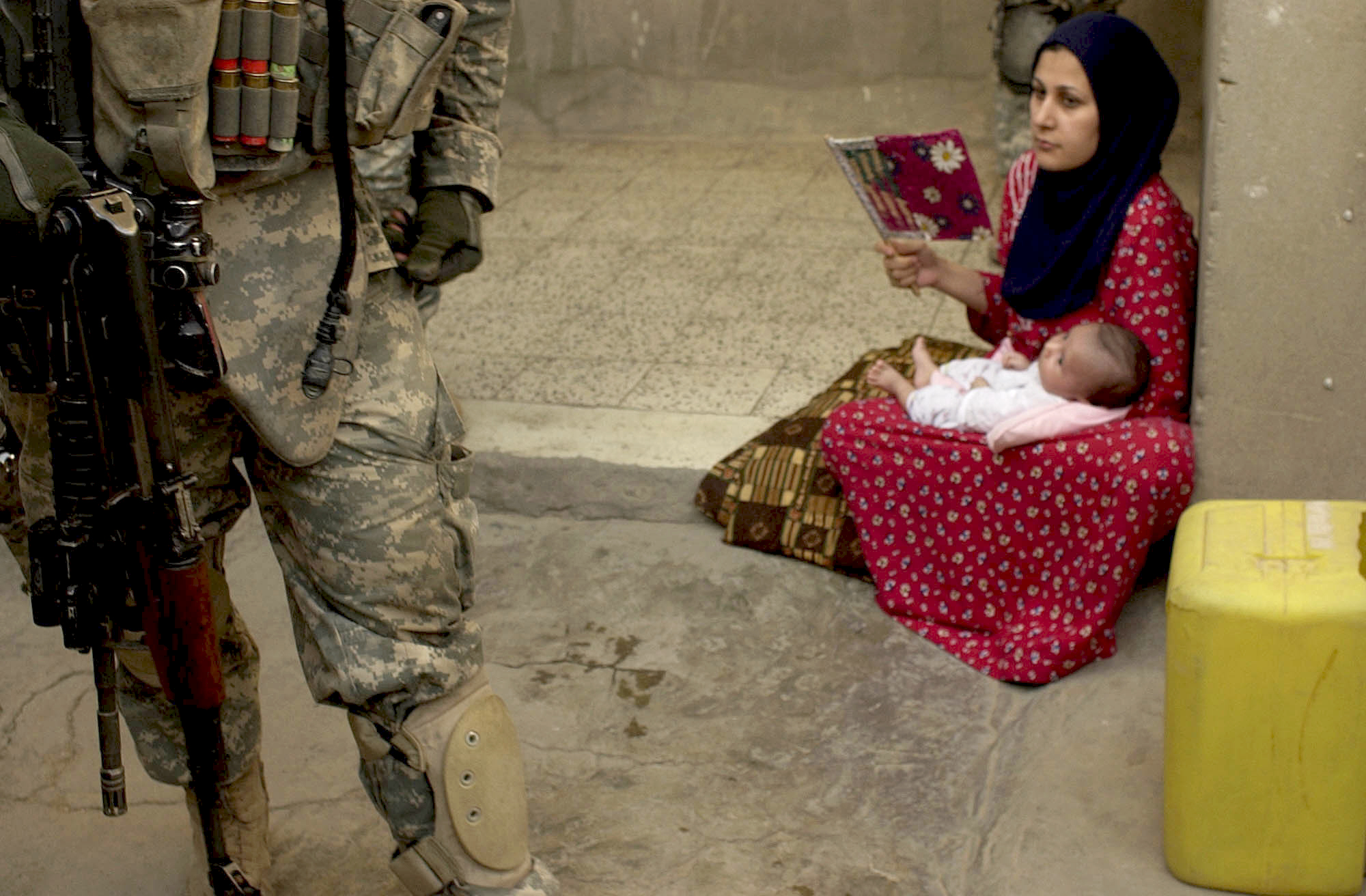
Uma mulher iraquiana olha para soldados norte-americanos fazendo uma busca no pátio da sua casa durante uma investigação em Ameriya. Buscas a casas são ocorrências comuns na guerra do Iraque

Apesar de um aumento substancial do número das forças de segurança em Bagdá, associado ao reforço das tropas, o total das mortes no Iraque aumentou 15% em março. 1869 civis foram mortos e 2719 foram feridos, comparados com 1646 mortos e 2701 feridos em Fevereiro. Em Março foram mortos 165 polícias iraquianos, contra 131 no mês anterior, enquanto 44 soldados iraquianos morreram, em comparação com 29 em Fevereiro. As mortes militares americanas em Março foram quase o dobro das iraquianas, apesar de os norte-americanos afirmarem que foram as forças iraquianas que representaram o maior esforço do reforço em Bagdá. O total das mortes entre os insurgentes diminuiu para 481 em Março, comparado com 586 mortos em Fevereiro.
Três meses após o início do reforço, as tropas controlavam menos de um terço da capital, muito menos que o objectivo inicial, de acordo com um relatório militar interno completado em Maio de 2007. A violência era especialmente crónica nos bairros mistos xiitas e sunitas de Bagdá ocidental. As melhorias ainda não tinham sido substanciais no espaço e no tempo em Bagdá.
A 14 de Agosto de 2007 ocorreu o ataque mais mortífero desde o início da guerra. Mais de 500 civis foram mortos numa série de ataques bombistas suicidas coordenados no norte do Iraque em Qahtaniya. Mais de 100 casas e lojas foram destruídas nas explosões. Os responsáveis norte-americanos culparam a Al-Qaeda no Iraque. Os aldeãos que foram alvo do ataque pertencem à minoria étnica não muçulmana dos Yazidi. O ataque parece representar o último acontecimento até antão de um conflito que começou no princípio do ano quando membros da comunidade Yazidi apedrejaram até à morte uma menina adolescente chamada Du’a Khalil Aswad acusada de namorar um árabe sunita e de se converter ao Islão. A morte da menina foi gravada em telemóveis e o vídeo foi colocado na internet.

#### Desenvolvimentos Políticos
Mais de metade dos membros do parlamento iraquiano rejeitaram pela primeira vez a continuação da ocupação do seu país. 144 dos 275 deputados assinaram uma petição legislativa que requereria ao governo iraquiano ter a aprovação do parlamento antes de requisitar uma extensão do mandato das Nações Unidas para que estivessem forças estrangeiras no Iraque, o qual acaba no fim de 2007. Também pede um calendário para a retirada de tropas e uma estabilização do número de forças estrangeiras. O mandato do Conselho de Segurança das Nações Unidas paras as forças lideradas pelos Estados Unidos no Iraque iria terminar se tal fôr pedido pelo governo iraquiano. Segundo a lei iraquiana, o porta voz tem de apresentar uma resolução pedida pela maioria dos deputados. Segundo pesquisa de opinião, 59% da população dos Estados Unidos apoiava um calendário para a retirada.
A meio de 2007 a coligação começou um programa controverso para treinar iraquianos sunitas para a formação de milícias de "guardiões". Estas milícias tinham o objectivo de apoiar e garantir a segurança de vários bairros sunitas incapazes de garantir a sua própria segurança.
A 22 de Agosto de 2007, o Presidente Bush fez um discurso na Convenção Nacional de Veteranos de Guerras no Estrangeiro comparando a guerra do Iraque com a guerra do Vietname, especificamente na questão da retirada, dizendo que: "Nessa altura como agora, as pessoas argumentavam que o verdadeiro problema era a presença americana e que se retirássemos, as mortes acabariam". Bush alegou então que a retirada americana do Vietname levou à tomada de poder pelos Khmer Vermelhos no Camboja e dos Viet Cong no Vietname, com represálias contra os aliados dos E.U.A. nesses países. Bush argumentou ainda que Osama bin Laden tinha feito uma comparação semelhante numa entrevista a um jornal paquistanês depois do 11 de Setembro, dizendo "…o povo americano levantou-se contra a guerra do seu governo no Vietname. E devem fazer o mesmo agora".[carece de fontes?] O número dois de Bin Laden, Zawahiri também se referiu a o Vietname. Numa carta ao chefe de operações no Iraque, também se referiu a "…os tempos posteriores ao colapso do poder americano no Vietname e como fugiram e deixaram os seus agentes".

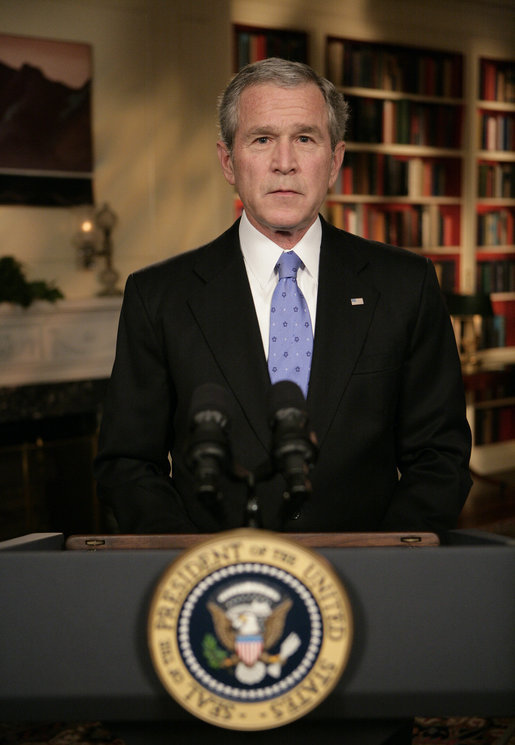
Bush falando na televisão sobre sua nova estratégia para o Iraque, em 2007

Bush reconheceu que após a guerra do Vietname nem os Viet Cong nem os Khmers Vermelhos foram até ao Estados Unidos para continuar a guerra, mas alegou que desta vez seria diferente. "Ao contrário do que aconteceu no Vietname, se retirássemos antes de o trabalho estar feito, o inimigo seguir-nos-ia até casa. E isso é porquê, para a segurança dos Estados Unidos da América, temos de derrotá-los lá fora, para que não os tenhamos de enfrentar nos Estados Unidos da América".

#### Tensões com o Irão e a Turquia
Durante 2007 as tensões aumentaram grandemente entre o Irão e o Curdistão iraquiano devido ao facto de o seu santuário ter sido dado ao militante Partido para uma Vida Livre no Curdistão (PEJAK). De acordo com informações, o Irão tem bombardeado posições do PEJAK no Curdistão iraquiano desde 16 de Agosto. Estas tensões aumentaram ainda mais com uma alegada incursão para além da fronteira de tropas iranianas a 23 de Agosto, em que estas atacaram várias aldeias curdas matando um número indeterminado de civis e militantes.
As forças da coligação começaram a ter como alvo alegados operacionais da Força Quds iraniana no Iraque, prendendo ou matando membros suspeitos. A administração Bush e os líderes da coligação começaram a declarar publicamente que o Irão estava a fornecer armas, particularmente EFPs, aos insurgentes iraquianos e às milícias.
Além do conflito com o Irão, o Curdistão iraquiano também começou a ter problemas com a Turquia. Incursões para lá da fronteira de militantes do PKK continuaram a atacar forças turcas, causando vítimas de ambos os lados. Armas originalmente dadas a forças de segurança iraquianas pelos norte-americanos estão a ser recuperadas por autoridades na Turquia depois de serem utilizadas em crimes violentos nesse país. No Outono de 2007, as forças armadas turcas afirmaram o seu direito de atravessar a fronteira do Curdistão iraquiano em perseguição a militantes do PKK e começaram a bombardear aldeias curdas e a atacar bases do PKK com aviões. O parlamento turco aprovou uma resolução permitindo às forças armadas perseguir o PKK no Curdistão iraquiano e começaram planos para uma grande operação com helicópteros, blindados e infantaria que se deslocaria até talvez 20 quilómetros para lá da fronteira com o Iraque para desalojar o PKK das suas bases nas montanhas.

#### Redução planejada de tropas
Num discurso feito ao Congresso a 10 de Setembro, o General David Petraeus "previa a retirada de cerca de 30 000 tropas norte-americanas até ao próximo verão, começando com um contingente de fuzileiros em Setembro". A 14 de Setembro o Presidente Bush disse que 5 700 sodados estariam em casa pelo Natal de 2007, e esperava que mais alguns milhares voltariam em Julho de 2008. O plano traria o número de tropas para o nível de antes do reforço no início de 2007. Alguma controvérsia surgiu devido ao facto de o antigo Secretário de Estado Colin Powell ter anunciado antes do reforço que teria de haver uma redução de tropas em meados de 2007.
A 13 de Setembro, Abdul Sattar Abu Risha foi morto num ataque bombista na cidade de Ramadi. Este era um importante aliado dos E.U.A. uma vez que tinha liderado o "Acordar de Ambar", uma aliança de tribus sunitas árabes que se insurgiram contra a Al-Qaeda iraquiana. Esta organização declarou a sua responsabilidade pelo ataque. Uma declaração colocada na internet pela organização Estado Islâmico do Iraque chamou a Abu Risha "um dos cães de Bush" e descreveu o assassinato de quinta-feira como "uma operação heroica que levou mais de um mês a preparar".

#### Controvérsia de uma firma de segurança privada
A 17 de Setembro de 2007, o governo iraquiano anunciou que iria revogar a licença da firma de segurança norte-americana Blackwater USA devido ao envolvimento da firma nas mortes de 8 civis, incluindo uma mulher e uma criança, numa troca de tiros que se seguiu à explosão de um carro bomba perto das instalações do Departamento de Estado. Investigações adicionais de alegado tráfico de armas envolvendo a empresa estava também em curso. A Blackwater é de momento uma das firmas mais importantes a operar no Iraque com cerca de 1 000 empregados e uma frota de helicópteros no país. Se o grupo ainda pode ser legalmente acusado é uma questão de debate. Em Outubro de 2007, as Nações Unidas lançaram um estudo de dois anos dizendo que, apesar de serem contratadas como "guardas de segurança", as firmas privadas estavam a cumprir deveres militares. O relatório descobriu que o uso de empresas como a Blackwater era uma "nova forma de actividade mercenária" e ilegal segundo a lei internacional, apesar de os Estados Unidos não serem signatários do tratado.

### 2008: Guerra civil continua

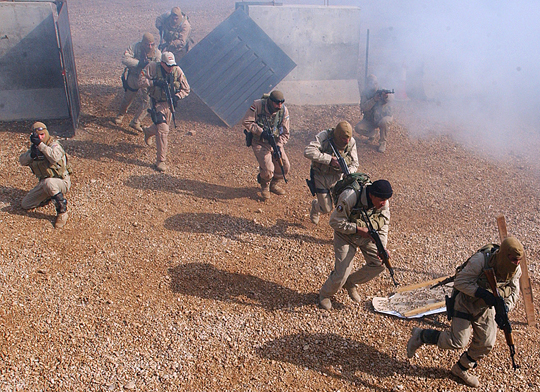
Militares iraquianos em seção de treinamento

Em 2008, oficiais americanos e independentes começaram a ver melhorias na situação de segurança no Iraque. De acordo com o Departamento de Defesa americano, em dezembro de 2008, a "situação geral de violência" no país havia caído 80% desde que reforços (cerca de 20 mil soldados americanos) haviam chegado em janeiro de 2007, e o número de assassinatos havia caído para níveis anteriores a guerra. Também foi apontado que o número de baixas sofridas pela Coalizão havia caído de 904 em 2007 para 314 em 2008. As perdas civis também haviam declinado consideravelmente, de 3 500 em janeiro ode 2007 para 490 em novembro de 2008. Além disso, ataques contra as forças aliadas viram uma queda ainda maior, sendo 1 600 em 2007 para 200 ou 300 em 2008. As perdas entre as tropas iraquianas também tinham caído consideravelmente.
Enquanto isso, a proficiência dos militares iraquianos melhorou eles aproveitaram para lançar uma nova ofensiva contra áreas controladas por milicianos xiitas. Começou em março com uma operação contra o Exército Mehdi em Baçorá, o que reacendeu a violência sectária em algumas regiões do país, especialmente na cidade de Sadr, no distrito de Bagdá. Em outubro, o oficial britânico responsável por Baçorá disse que desde o começo da operação a cidade estaria mais "segurança" e os índices de homicídios caíram consideravelmente. Segundo os americanos, em 2008, o número de explosões por terroristas no país caíram drasticamente também.
O progresso do conflito contra as facções sunitas também avançou. Movimentos pró governo ficaram mais forte e os americanos começaram a transferir mais regiões para o comando dos iraquianos. Em maio, o exército iraquiano – apoiado pela Coalizão – lançou uma ofensiva em Mossul, um dos últimos bolsões de resistência da al-Qaeda no país. Apesar de prender centenas de pessoas, a operação falhou em baixar os índices de violência em Mossul. Ao fim do ano, a segurança da cidade permanecia fraca. Também foram reportados avanços (militares e políticos) do governo contra grupos extremistas curdos no norte do país.
Os militares americanos encararam esses sucessos com otimismo, já que, de acordo com planos previamente acertados, em 2008 a Coalizão iria começar a entregar a responsabilidade de segurança do país para as forças nacionais de defesa. O comandante das tropas ocidentais, o general americano Raymond T. Odierno, afirmou que "em termos militares, transições são períodos perigosos".

#### Ofensivas na primavera

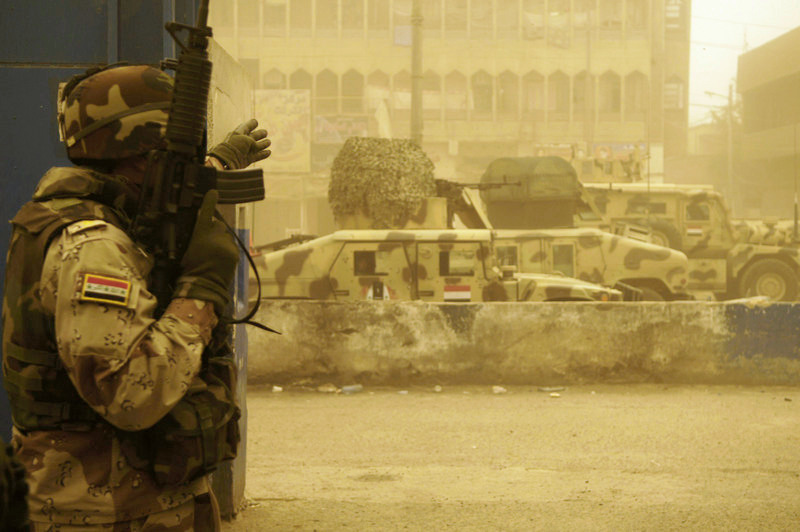
Um soldado iraquiano na cidade de Sadr, próximo de Bagdá, 17 de abril de 2008

Ao fim de março de 2008, o exército iraquiano, com apoio aéreo e logístico da Coalizão, lançou uma nova ofensiva, chamada "Ataque dos Cavaleiros", em Baçorá para tomar a cidade do controle dos milicianos islamitas. Esta foi a primeira grande operação militar lançada pelo governo iraquiano que não contou com ajuda terrestre de tropas da Coalizão ocidental. A região onde a operação seria lançada era controlada especialmente por milícias xiitas, como o Exército Mahdi. Outras áreas do país também viram uma reintensificação dos combates: incluindo nas cidades de Sadr, Al-Kut, Al Hillah e outros. A luta foi intensa em Baçorá e a ofensiva do governo foi perdendo força. Com os combates se desenrolando mal para os islamitas, alguns grupos, como a brigada Qods abriram negociações. Em 31 de março de 2008, al‑Sadr ordenou que seus seguidores parassem de lutar.
Em 12 de maio de 2008, os residentes de Baçorá viram uma "consistente melhoria na qualidade de vida", de acordo com uma reportagem do New York Times. As tropas do governo haviam tomado o quartel-general dos militantes islâmicos locais e reinstauraram a ordem na cidade. Em abril, bombas nas estradas (que haviam consumido muitas vidas durante a guerra) continuaram, porém em menor intensidade. Em novembro, as forças armadas americanas realizam incursões na fronteira do Iraque com a Síria para combater os insurgentes.

#### Audiências no Congresso americano

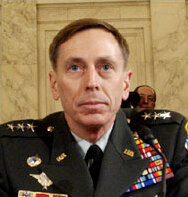
O general David Petraeus dando um testemunho no congresso americano, em 8 de abril de 2008

No começo de 2008, com a situação de segurança no Iraque melhorando, o Congresso dos Estados Unidos começou a chamar proeminentes figuras ligadas a ocupação do país para audiências. Em 8 de abril, o general David Petraeus pediu para que o governo americano reconsidera-se a sua posição de retirar as tropas do Iraque, dizendo que "Eu notei que nós não fizemos tantos progressos definitivos assim e nós não estamos vendo nenhuma luz no fim do túnel," em referência aos comentários do presidente Bush e do ex-general William Westmoreland, veterano da guerra do Vietnã. Quando perguntado pelo Senado se pessoas sensatas poderiam discordar do caminho que seria adotado, Petraeus disse "nós lutados para que as pessoas tenham o direito de terem opiniões".
Ao líder do comitê do senado à época, Joe Biden, o embaixador Crocker admitiu que a Al-Qaeda no Iraque era menos importante que a organização central da Al-Qaeda na fronteira do Afeganistão com o Paquistão, onde o líder da organização, Osama bin Laden, estava escondido. Legisladores de ambos os partidos estavam reclamando que o contribuinte americano estava pagando o preço da guerra enquanto o Iraque voltava a faturar bilhões com a venda de petróleo.

#### Fortalecimento do exército iraquiano

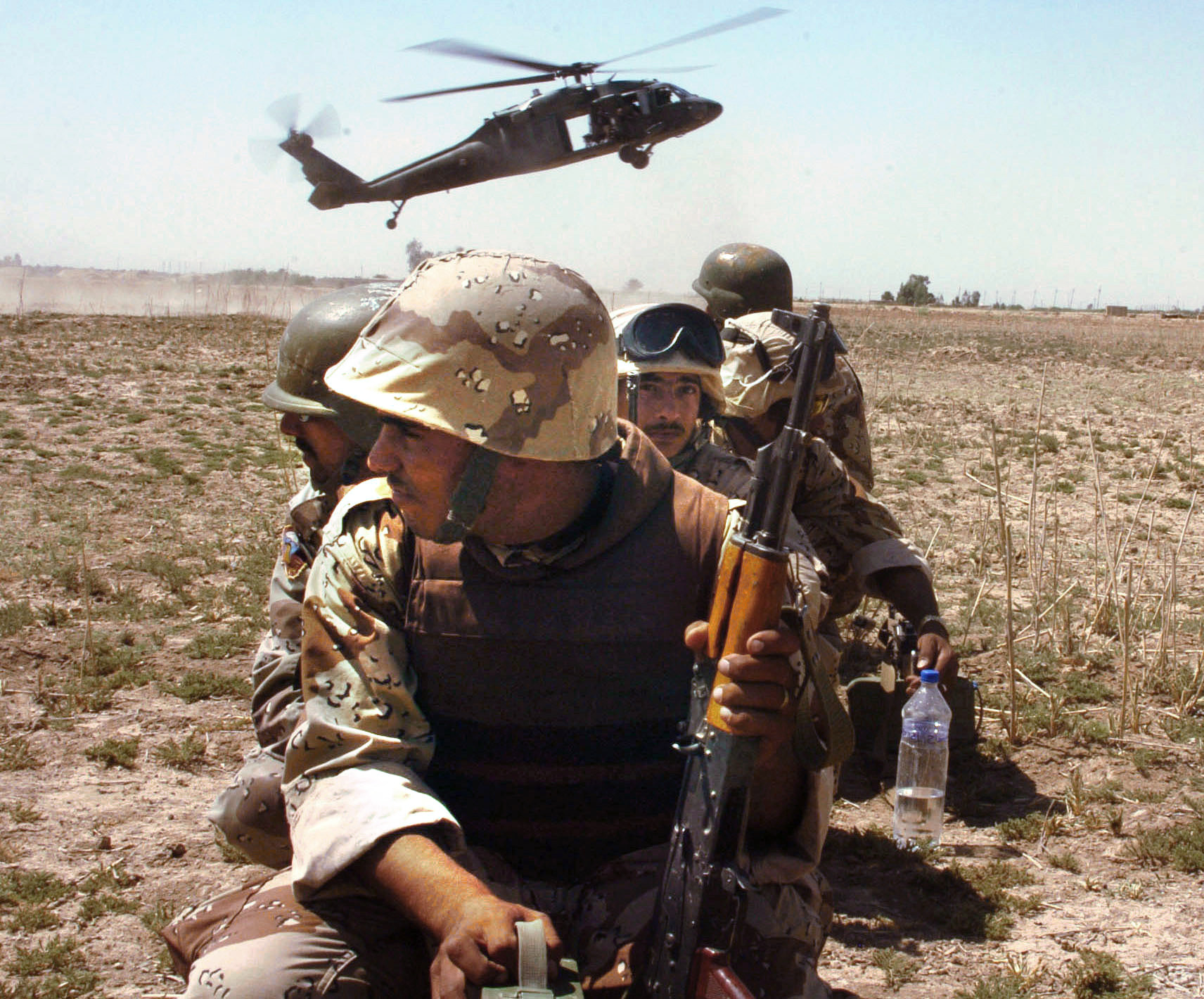
Militares iraquianos em ação em Bagdá em 2007

O Iraque passou a ser um dos principais importadores de armamentos e equipamentos militares americanos a partir de 2007. Os tradicionais fuzis AK-47 começaram a ser substituídos pelos rifles M‑16 e M‑4. Apenas em 2008, o Iraque comprou dos Estados Unidos US$ 12,5 bilhões de dólares em equipamentos (quase um-terço dos US$ 34 bilhões que os Estados Unidos lucraram com vendas de armas a países estrangeiros naquele ano).
Os iraquianos ainda se comprometeram a comprar 36 caças F‑16, o equipamento mais avançado que eles compraram dos americanos à época. O Pentágono notificou o congresso que eles também aprovaram a venda de 24 helicópteros de ataque americanos ao Iraque, avaliando a transação em US$ 2,4 bilhões de dólares. Além disso, o governo iraquiano anunciou planos de comprar mais US$ 10 bilhões de dólares em tanques, veículos blindados, aviões de transporte e outros equipamentos e serviços. No verão seguinte, o Departamento de Defesa americano confirmou que os iraquianos haviam encomendado mais de 400 veículos militares e outros armamentos no valor de US$ 3 bilhões de dólares, além de seis aviões de transporte C-130J, no valor de US$ 1,5 bilhões. De 2005 a 2008, os Estados Unidos oficialmente exportaram US$ 20 bilhões de dólares em equipamentos militares ao Iraque.

#### Acordo entre os governos americano e iraquiano
Em dezembro de 2008, os governos do Iraque e dos Estados Unidos assinaram o chamado U.S.-Iraq Status of Forces Agreement. O acordo estabelecia o início da retirada das unidades de combate americanas das cidades iraquianas a partir de 30 de junho de 2009 e se completaria com a evacuação completa das forças militares estrangeiras do país em 31 de dezembro de 2011. O pacto também restringia o poder das forças americanas, dizendo que elas não podiam prender alguém por mais de 24 horas sem uma acusação formal, além de exigir mandatos de busca caso os americanos quisessem inspecionar casas de civis iraquianos. Funcionários independentes americanos contratados pelo governo do Iraque poderiam ser processados criminalmente caso fossem pegos em uma ação ilegal (essa ação não se estendia aos militares dos Estados Unidos). O então secretário de defesa americano, Robert Gates, afirmou que algumas tropas americanas poderiam permanecer no país depois de 2011 para ajudar no treinamento das forças iraquianas.
Muitos grupos políticos iraquianos protestaram contra o acordo afirmando que ele apenas prolongava e legitimava a ocupação americana do país. Na praça central de Bagdá, imagens do então presidente americano George W. Bush foram queimadas e uma esfinge em do seu rosto destruída em um gesto de ironia pois, cinco anos antes, uma estátua de Saddam Hussein fora destruída por populares nos primórdios da invasão americana. Alguns iraquianos, contudo, demonstraram otimismo já que agora havia uma data definida para a retirada dos Estados Unidos do seu país. Em 4 de dezembro de 2008, o conselho presidencial iraquiano aprovou o acordo. A população iraquiana se dividiu na questão, com extremistas se reunindo para as tradicionais orações de sexta feira dos muçulmanos para gritar slogans anti Estados Unidos e anti Israel.

### 2009: Redistribuição da Coalizão

#### Transferência do controle da Zona Verde

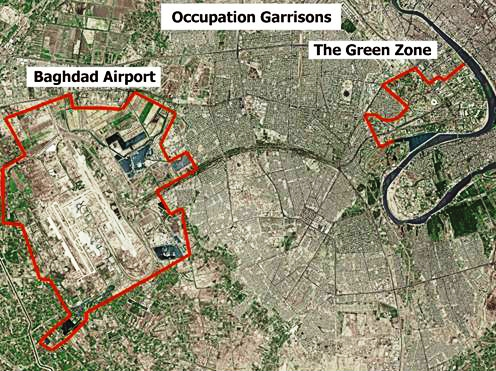
Visão aérea da "Zona Verde", local onde se concentram as representações de diversos países, o comando das tropas da coalizão e o aeroporto internacional de Bagdá

Em 1 de janeiro de 2009, os Estados Unidos entregou o controle da Zona Verde e do Palácio presidencial de Saddam Hussein (que era usado como quartel-general da Coalizão) ao governo iraquiano em uma cerimônia que foi descrita pelo primeiro-ministro do Iraque como a 'restauração da soberania do país'.
A liderança militar dos Estados Unidos atribuiu o declínio da violência no Iraque e a redução do número de civis mortos a uma série de medidas, entre elas o aumento de tropas enviadas ao país em 2007, os sunitas passando para o lado do governo e o pedido do clérigo xiita Muqtada al-Sadr para que sua milícia aceitasse o cessar-fogo.

#### Eleições provinciais
Em 31 de janeiro, o Iraque teve uma grande eleição nas províncias. Violência e alegações de fraude foram reportados durante o pleito. As expectativas de comparecimento nas urnas foi frustrada e poucos eleitores compareceram, mas o embaixador americano, Ryan Crocker, afirmou que a eleição foi um 'sucesso'.

#### Anúncio formal da retirada
Em meados de janeiro de 2009, Barack Obama sucedeu George Bush como presidente dos Estados Unidos com uma plataforma que visava reverter boa parte das políticas do predecessor. Em 27 de fevereiro, em um discurso na base dos fuzileiros navais em Lejeune, na Carolina do Norte, anunciou que as tropas americanas encerrariam suas operações militares no Iraque em 31 de agosto de 2010. A guerra havia, há muito tempo, se tornado tremendamente impopular nos Estados Unidos. Uma "força de transição" de 50 000 soldados ficaria para atrás para ajudar no treinamento dos Forças de Segurança Iraquianas, para conduzir operações de contraterrorismo e para oferecer apoio, caso necessário. A retirada completa de todo o pessoal se completaria em dezembro de 2011, segundo o presidente. O primeiro ministro iraquiano, Nuri al‑Maliki, disse em uma conferência de imprensa que o seu governo não tinha preocupações sobre a retirada e que as forças armadas do país e a polícia podiam manter a ordem no país sem ajuda externa.
Em 9 de abril, no aniversário de seis anos da conquista da capital Bagdá pelas forças da Coalizão, grandes protestos anti-americanos aconteceram por todo o país.

#### Retirada da Coalizão
Em 30 de abril de 2009, o Reino Unido encerrou suas operações de combate no Iraque. O primeiro-ministro britânico, Gordon Brown, afirmou que a participação do seu país no conflito foi uma "história de sucesso" e elogiou a atuação de suas tropas. Os ingleses entregaram o controle de Baçorá para as forças armadas dos Estados Unidos, que por sua vez, entregariam a cidade mais tarde para o governo iraquiano.
Em junho os Estados Unidos iniciaram a retirada das suas forças do país, com as 38 bases sendo devolvidas ao governo iraquiano. Em 29 de junho de 2009, as primeiras unidades militares americanas deixaram a capital Bagdá. Em 30 de novembro, o Ministério do Interior do Iraque afirmou que o número de mortes civis tinha caído para os menores níveis desde novembro de 2003.
Em 28 de julho a Austrália retirou suas tropas do Iraque.

#### Contratos petrolíferos iraquianos

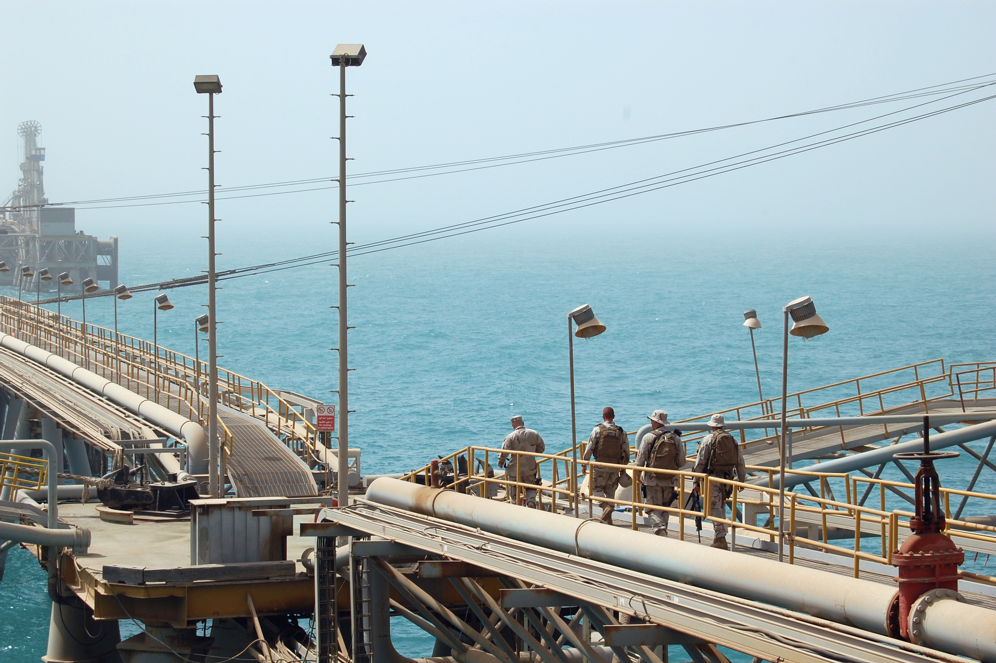
Militares da marinha americana e da Guarda Costeira no terminal petrolífero de Baçorá, julho de 2009

Entre junho e setembro de 2009, o ministério do petróleo do Iraque, assinou diversos contratos com empresas petrolíferas. O processo de exploração seria em conjunto com o governo, com impostos sendo colhidos por barril. Com a tênue paz retornando ao país, a economia começou a florescer.

### 2010: Inicio da retirada americana e Operação Novo Amanhecer
Em 17 de fevereiro de 2010 o secretário de defesa americano, Robert Gates, anunciou que em 1 de setembro a "Operação Libertade do Iraque" ("Operation Iraqi Freedom") seria substituída pela "Operação Novo Amanhecer" ("Operation New Dawn").
Em 18 de abril forças americanas e iraquianas, em uma operação militar conjunta, mataram Abu Ayyub al-Masri, o líder da al-Qaeda no Iraque. O alvo estava escondido em uma casa em Ticrite e depois de um longo tiroteio, militares iraquianos invadiram a casa encontraram duas mulheres ainda com vida e quatro homens mortos, incluindo al-Masri, Abu Abdullah al-Rashid al-Baghdadi, um assistente de Masri e o filho de al-Baghdadi. O então vice presidente americano, Joe Biden, afirmou que a morte destas duas cabeças da al-Qaeda no Iraque seria um "golpe devastador" contra a rede terrorista que operava no país e que também era prova de que as forças de segurança iraquianas estavam prontas.
Em 20 de junho uma bomba atingiu o prédio do Banco Central iraquiano acabou matando 15 pessoas. Forçou a paralisação do centro da capital do país. O ataque teria sido orquestrado pelo grupo Estado Islâmico do Iraque. Outro atentado a bomba aconteceu em frente ao prédio do Banco do Comércio e terminou com a morte de 26 pessoas e deixou outras 52 feridas.
Ao fim de agosto de 2010 insurgentes iraquianos realizaram um grande ataque com doze carros-bombas explodidos simultaneamente em Mossul e Baçorá, matando mais de 50 pessoas. Esse ataque coincidiu com o recuo de tropas americanos do Iraque.

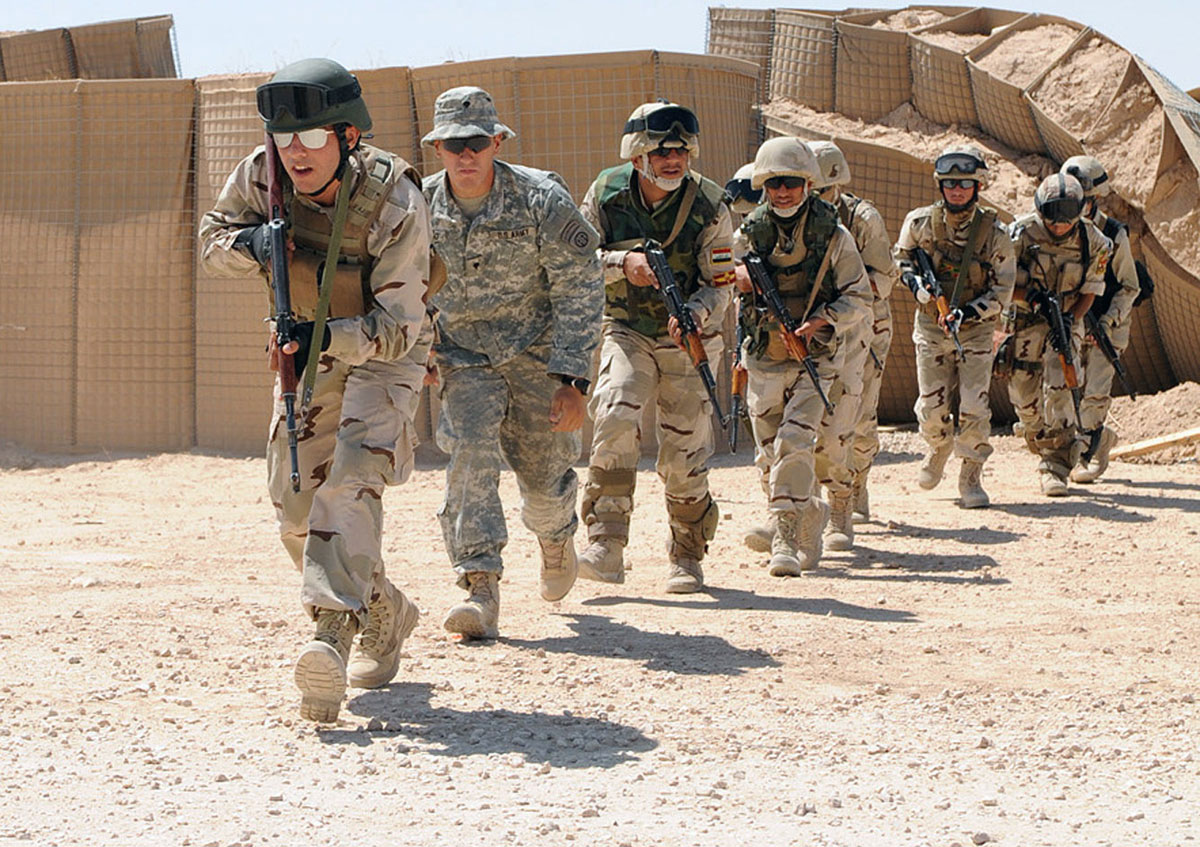
Oficiais militares iraquianos em treinamento com soldados da 82ª Divisão Aerotransportada americana, em dezembro de 2010

Os Estados Unidos estavam, ao fim de 2010, começando a desmantelar sua presença militar permanente no Iraque, removendo todas as tropas da região. Em 19 de agosto as primeiras brigadas de combate começaram a partir. Os comboios de equipamentos e homens iam primeiro para o Kuwait antes de voltar para o continente americano. Enquanto boa parte das forças de combate americanas deixavam o país, uma tropa de 50 000 militares permaneceram por um tempo para dar apoio as forças armadas iraquianas. O objetivo desse pequeno grupo deixado para atrás era para auxiliar no treinamento dos iraquianos e também para, acima de tudo, ajudar em operações de contraterrorismo, mas sem participar dos combates diretamente. Um relatório divulgado pela Associated Press afirmou que "os combates no Iraque ainda não haviam terminado". Um porta-voz do Departamento de Estado americano, P. J. Crowley disse que "...não estamos terminando o trabalho no Iraque. Nós temos um compromisso naquele país.". Em 31 de agosto, Obama anunciou formalmente o fim da "operação Iraque Livre". No pronunciamento, ele afirmou que esta guerra teria um profundo legado na economia do país e na história. No mesmo dia, no Iraque, uma cerimônia aconteceu em uma antiga residência de Saddam Hussein, o palácio Al Faw, em Bagdá, onde dignitários americanos também falaram sobre o fim do conflito. O vice presidente Joe Biden afirmou que estava preocupado com a falta de progresso no desenvolvimento do governo iraquiano, afirmando que o povo do país esperava que "o governo refletisse o resultado das urnas". O general Ray Odierno, comandante da coalizão, afirmou que uma "nova era" começou no país.

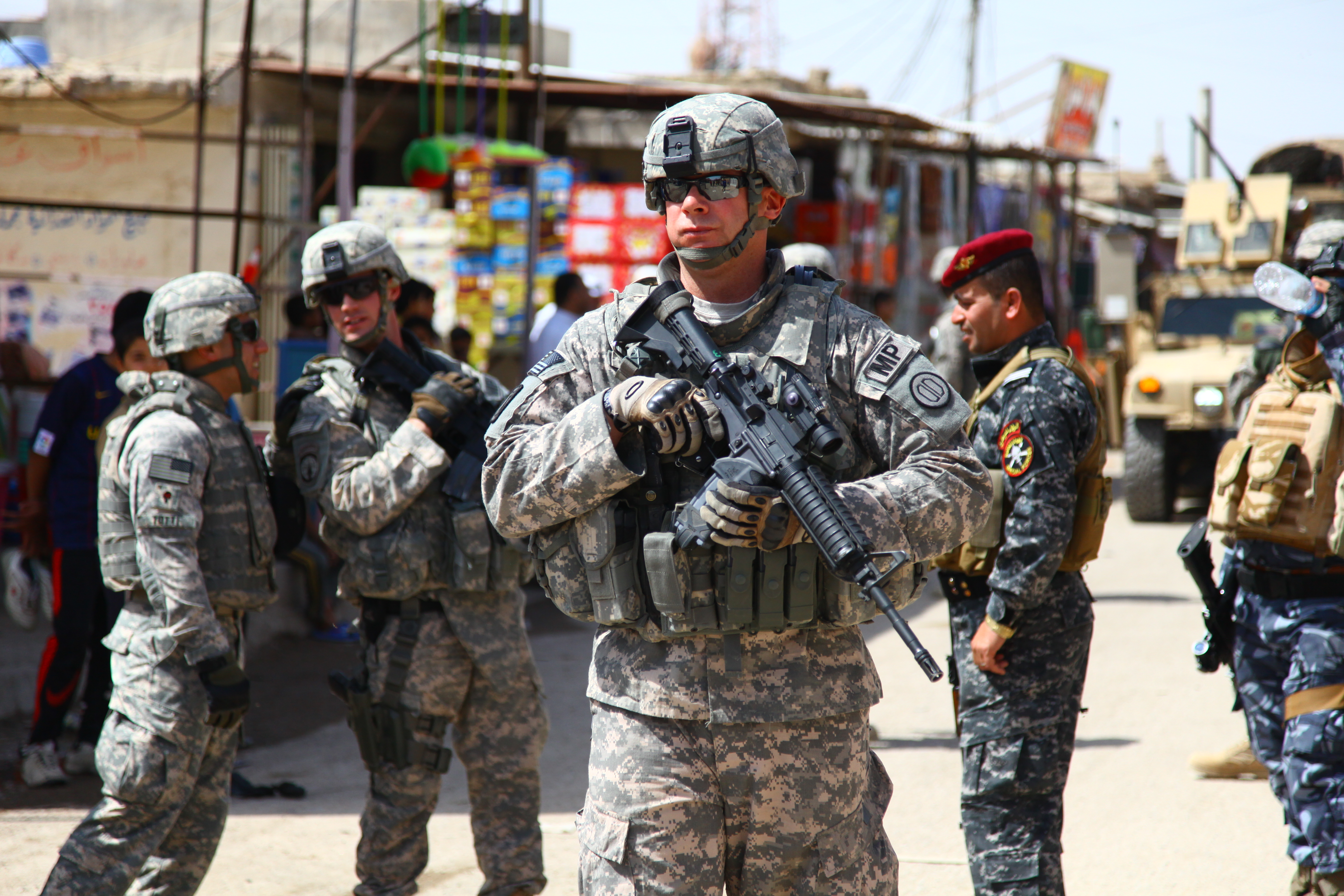
Soldados americanos e iraquianos em Baçorá, em 2010

Em 8 de setembro, o exército americano afirmou a chegada ao Iraque da primeira unidade específica para auxilio do treinamento dos Iraquianos, a 3ª Brigada de Cavalaria. Essas tropas exerceriam suas funções nas províncias do sul do Iraque.
Durante a retirada, atos de violência voltaram a emergir. Em novembro de 2010, cerca de 58 pessoas foram mortas e outras 40 ficaram feridos em um atentado contra uma igreja católica em Sayidat al‑Nejat, Bagdá. A al-Qaeda assumiu a autoria do atentado. Ataques contra xiitas também recomeçaram. Um deles, em Bagdá, em 2 de novembro, matando aproximadamente 113 pessoas e deixando outras 250 feridas.

#### Forças de segurança do Iraque assumem o controle
O Ministério da Defesa iraquiano começou em 2010 a reformar suas forças armadas em um ritmo mais acelerado e para alcançar tal objetivo, passou a importar enormes quantidades de armamentos dos Estados Unidos. Somente neste ano, foram mais de US$ 13 bilhões de dólares em transações entre os dois países. Parte do plano incluía a compra de 140 tanques M1 Abrams. O treinamento das tripulações destes veículos fora feito pelos americanos. Além dessas compras bilionárias, o governo iraquiano também encomendou uma remeça inicial de 18 caças F‑16 como parte de um programa de US$ 4,2 bilhões para modernização da frota aérea, com a aquisição também de aeronaves de treinamento e peças de manutenção, além de mísseis AIM-9 Sidewinder, bombas guiadas por laser e equipamento de reconhecimento. Os pilotos dos aviões seriam treinados pelos americanos.
A marinha do Iraque também comprou vários pequenos navios de patrulha americanos. As vendas de pequenos navios ao governo iraquiano somou mais de US$ 20 milhões de dólares. O principal objetivo dessas embarcações seria patrulhar os rios e ajudar a proteger as rotas de escoamento de petróleo em Baçorá e Khor al-Amiya. Mais dois navios, avaliados em US$ 70 milhões cada, foram entregues em 2011.
O departamento de defesa americano também informou sobre uma proposta de novas vendas de armas, avaliadas em US$ 100 milhões de dólares. A empresa General Dynamics encabeçaria as vendas, com um acordo de US$ 36 milhões para fornecer ao Iraque munição para os tanques Abrams MA1. A Raytheon também acertou um contrato de US$ 68 milhões para venda de sistemas de comando, controle, comunicação, computadores e equipamentos de inteligência.

#### ONU remove restrições contra o Iraque
Em uma ação para legitimar o novo governo iraquiano, as Nações Unidas oficialmente retiraram, em dezembro de 2013, as sanções aplicadas ao país desde a era de Saddam Hussein. Entre os benefícios desta manobra estava a possibilidade do Iraque começar legalmente um programa nuclear civil, permissão para assinar acordos internacionais de armas químicas e nucleares, além de restabelecer o controle total de toda a renda proveniente da exploração dos recursos naturais do país também oficialmente encerrou o programa petróleo por comida.

### 2011: As forças americanas se retiram

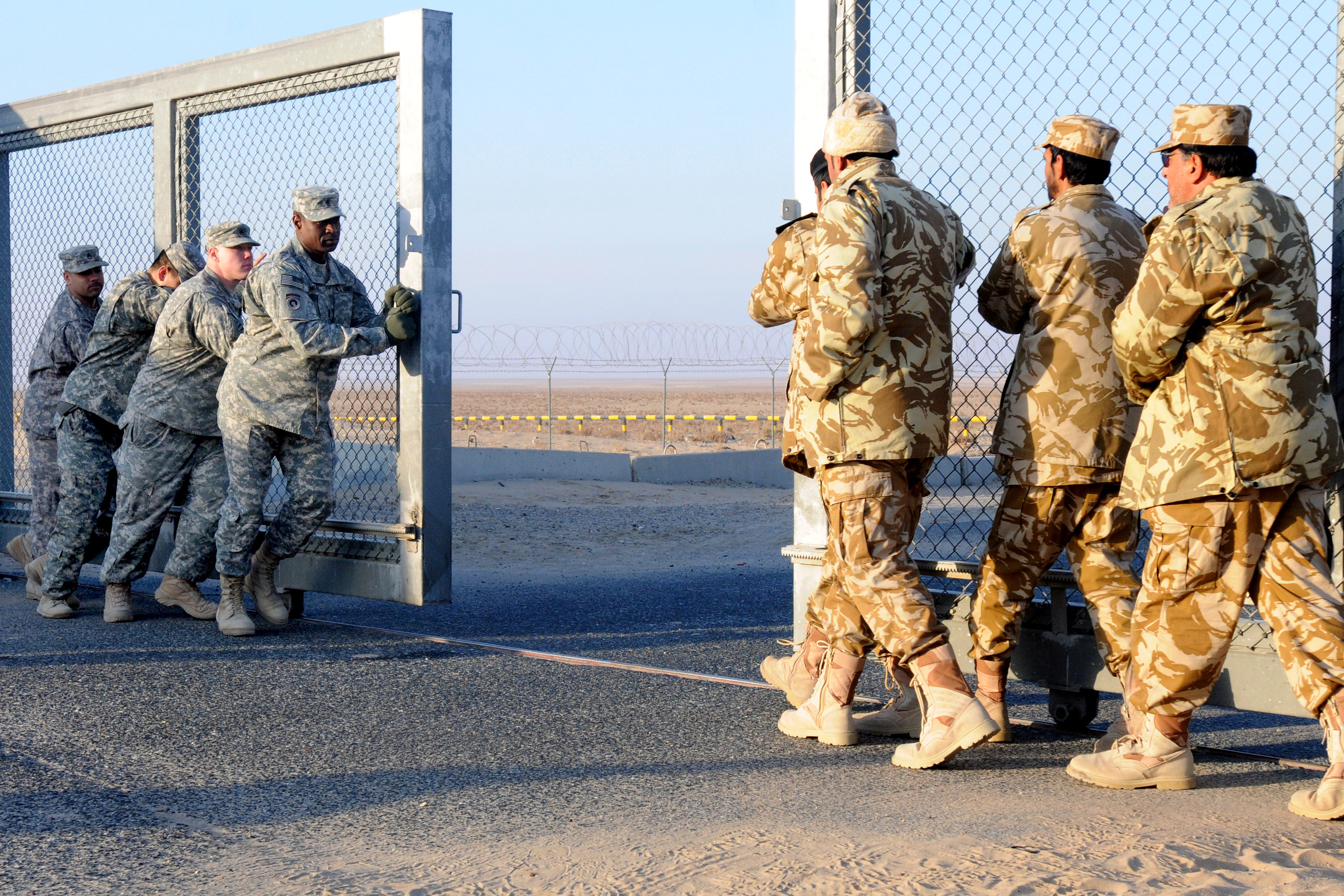
Soldados americanos e cuaitianos fechando um portão de fronteira entre o Kuwait e o Iraque, em 18 de dezembro de 2011

Em 2011, Muqtada al-Sadr (outra importante líder da insurgência, mas que estava no exílio desde 2007) retornou ao Iraque se estabeleceu na cidade sagrada de Najaf para liderar o movimento sadrista.
Entre janeiro e julho de 2011 vários soldados americanos foram mortos em atentados. Alguns líderes da oposição nos Estados Unidos pediram para que o presidente Barack Obama atrasasse o plano de retirada das tropas do Iraque, porém ele negou. A evacuação das forças americanas da região tinha sido uma das suas bandeiras durante a campanha a presidência.
Em setembro o governo iraquiano formalizou a compra de 18 caças F-16 americanos. Com a renda do petróleo aumentando, Bagdá começou a comprar cada vez mais armamentos dos Estados Unidos, enquanto a tensão sectária no país voltava a tona. Muitos insurgentes islâmicos aproveitavam a retirada dos americanos para tentar iniciar um novo levante contra o governo central. Obama confirmou que todos os soldados e o pessoal de auxílio e apoio sairia do país na data determinada. Em 14 de novembro de 2011, a última morte de um soldado americano no Iraque foi confirmada, quando o seu veículo foi atingido por uma bomba numa rua de Bagdá.
Em novembro de 2011 o Senado dos Estados Unidos votou uma resolução para formalmente encerrar a guerra.
Em 18 de dezembro as últimas tropas americanas deixaram o Iraque depois de oito anos de conflito.

## Eventos posteriores
Apesar de ter conseguido eliminar Saddam e destruir seu governo, a invasão, com a subsequente ocupação anglo-americana do Iraque, levou a nação a uma onda de violência sectária de enormes proporções. A organização Crescente Vermelho iraquiano afirmou que o número de pessoas desalojadas no Iraque chegou a 2,3 milhões, em 2008; outros 2 milhões haviam deixado o país. Dada a pobreza extrema que se espalhou pelo país, muitas mulheres são obrigadas a se prostituir para sustentar suas famílias. Houve também um aumento do número de assaltos e sequestros. Após a invasão, uma nova constituição foi escrita, apoiando os princípios democráticos, desde que estes não ferissem as tradições islâmicas. O país tornou-se uma república parlamentarista, após as eleições de 2005. A região do Curdistão permaneceu autônoma, e a estabilidade trouxe certa prosperidade econômica à região. O Curdistão iraquiano sempre fora uma região mais democrática e mais estável, o que atraiu muitos dos refugiados do país.

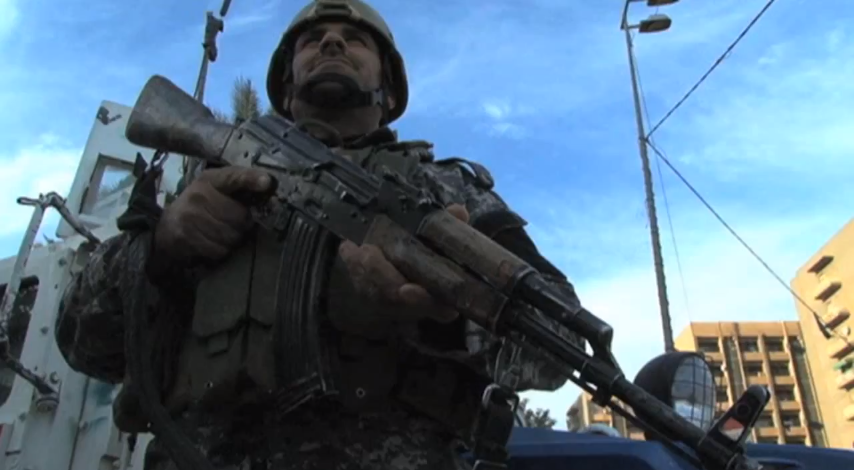
Um soldado iraquiano em Bagdá. Em dezembro as Forças Armadas do Iraque assumiram toda a responsabilidade pela segurança do país

A insurgência iraquiana ganhou força e voltou a sair da clandestinidade após a evacuação das forças americanas. Novos atentados a bomba e episódios de violência sectária, instigada principalmente por extremistas sunitas, atingiram o país.[carece de fontes?] Na primeira metade de 2013, centenas de pessoas foram mortas. Em 20 de maio, ao menos 95 pessoas morreram em uma série de atentados a bomba. Atentados em áreas sunitas e xiitas voltaram a virar rotina. Muitos temiam que se repetisse um situação episódio semelhante à guerra civil de 2006-2008.
Em 2014 facções de fundamentalistas, encabeçadas pela al-Qaeda e pelo grupo Dawlat al-ʾIslāmiyya, reiniciaram a campanha de violência contra o governo pró-ocidente. Dezenas de pessoas foram mortas em atentados, e os combates recomeçaram. Os americanos, que se haviam retirado dois anos antes, afirmaram que não interviriam, e o governo iraquiano iniciou ofensivas na parte oeste e central do país para combater a nova ameaça dos insurgentes. Em junho de 2014, no norte do país, os insurgentes fizeram vários progressos e chegaram a conquistar grandes cidades, como Mossul e Ticrite, enquanto marchavam rumo a Bagdá. Enquanto o caos se instaurava pelo país, o conflito sectário entre xiitas e sunitas reascendeu com toda a intensidade. Centenas de pessoas morreram e outras milhares fugiram de suas casas, nas batalhas mais sangrentas ocorridas no Iraque desde o auge da guerra civil da década anterior.
Em agosto de 2014, o Iraque parecia estar a beira do colapso, verificando-se o avanço das forças do Estado Islâmico do Iraque e do Levante nas regiões norte e central do país. Milhares de pessoas fugiram de seus lares e outras centenas foram massacradas. O presidente Barack Obama ordenou então que fossem realizados ataques aéreos contra alvos dos insurgentes, na região noroeste do país. Estas foram as primeiras ações militares dos Estados Unidos no Iraque em quase três anos. Em 2017, após anos de guerra sangrenta, o governo iraquiano declarou vitória sobre os militantes do Estado Islâmico.
Em janeiro de 2019, um estudo de 1 300 páginas feito pelo exército dos Estados Unidos sobre a Guerra no Iraque concluiu que "no momento da conclusão deste projeto em 2018, um Irã encorajado e expansionista parece ser o único vencedor" e que o resultado da guerra desencadeou um "profundo ceticismo sobre intervenções estrangeiras" entre a opinião pública americana.

## Tropas no terreno

### Colocação de tropas da coligação

#### Nações Unidas
As Nações Unidas também colocaram um pequeno contingente no Iraque para proteger o pessoal da ONU e as suas instalações.
United Nations Assistance Mission in Iraq (UNAMI)
- Geórgia: 550 capacetes azuis
- Fiji: 168 capacetes azuis
- Roménia: 130 capacetes azuis
- Dinamarca: 35 capacetes azuis
- Canadá: 1 capacete azul[carece de fontes?]

### Grupos armados iraquianos
A insurgência iraquiana é a resistência armada de diversos grupos, incluindo milícias privadas, dentro do Iraque que se opõem à ocupação norte-americana e ao governo iraquiano apoiado pelos E.U.A.. Os combates têm claramente uma natureza sectária e significativas implicações internacionais. Estas organizações têm sido chamadas "resistência iraquiana" pelos seus apoiantes e por alguns opositores à intervenção norte-americana no Iraque e "forças anti-iraquianas" pelas forças da coligação.

#### Insurgentes
No Outono de 2003, estes grupos insurgentes começaram a usar tácticas de guerrilha típicas: emboscadas, atentados bombistas, raptos, e o uso de explosivos improvisados. Outras acções incluíam morteiros e ataques suicidas, explosivos penetrantes, armas de fogo ligeiras, armas antiaéreas (SA-7, SA-14, SA-16) e lança-foguetes. Os insurgentes também levaram a cabo actos de sabotagem contra infraestruturas de circulação e/ou produção de petróleo, água e electricidade do Iraque. Estatísticas das forças multinacionais mostram que os insurgentes têm como alvo principalmente as forças da coligação, as forças de segurança iraquianas e infraestruturas, e por fim civis e responsáveis governamentais. Estas forças irregulares preferem atacar veículos não blindados ou os ligeiramente blindados HMMWV, os principais veículos de transporte das forças armadas norte-americanas, principalmente pelo uso de engenhos explosivos improvisados perto das estradas. Em Novembro de 2003, algumas dessas forças atacaram com sucesso helicópteros norte-americanos com mísseis SA-7 comprados no mercado negro global.[carece de fontes?] Grupos de insurgentes como a Rede al-Abud também tentaram constituir os seus próprios programas de armas químicas, tentando transformar em armas morteiros tradicionais com Ricina e Gás Mostarda. Há evidências de que alguns grupos de guerrilha estão organizados, talvez pelos Fedayin e outros grupos leais a Saddam Hussein ou do partido Baath, religiosos radicais, iraquianos contrários à ocupação e combatentes estrangeiros.
Além das lutas internas, o Irão pode estar a ter um papel na insurgência. O Brigadeiro General Michael Barbero afirmou que "O Irão é claramente uma força desestabilizadora no Iraque… Acho que é irrefutável que o Irão é responsável pelo treino, financiamento e equipamento de alguns grupos xiitas extremistas".

#### Milícias
Duas das milícias actuais mais poderosas são o Exército Mahdi e a Organização Badr, com ambas as milícias a terem substancial apoio político no actual governo iraquiano. Inicialmente ambas as organizações estavam envolvidas na insurgência iraquiana, mais claramente o exército Mahdo na Batalha de Najaf. No entanto, recentemente, houve uma separação entre os dois grupos.
Esta violenta separação entre o Exército Mahdi de Muqtada al-Sadr e a rival Organização Badr de Abdul Aziz al-Hakim, foi visto nos combates na cidade de Amarah a 20 de Outubro de 2006, e iria complicar severamente os esforços dos responsáveis iraquianos e americanos para debelar a violência crescente.
Mais recentemente, no fim de 2005 e em 2006, devido ao aumento da violência sectária baseada em distinções étnicas/tribais ou simplesmente devida ao aumento da violência criminosa, várias milícias se formaram, com bairros inteiros e cidades por vezes sendo protegidas ou atacadas por milícias étnicas ou de bairro.[carece de fontes?] Um desses grupos, conhecido como o "Acordar de Ambar", foi formado em Setembro de 2006 para lutar contra a Al-Qaeda e outros grupos islamitas radicais na particularmente violenta província de Ambar. Liderado pelo Xeque Abdul Sattar Buzaigh al-Rishawi, que lidera o Conselho Sunita de Salvação de Ambar, o Acordar de Ambar tem mais de 6 000 tropas e é visto pelos responsáveis norte-americanos como Condoleeza Rice como um potencial aliado das forças de ocupação.

## Custos da guerra

### Estimativas de baixas

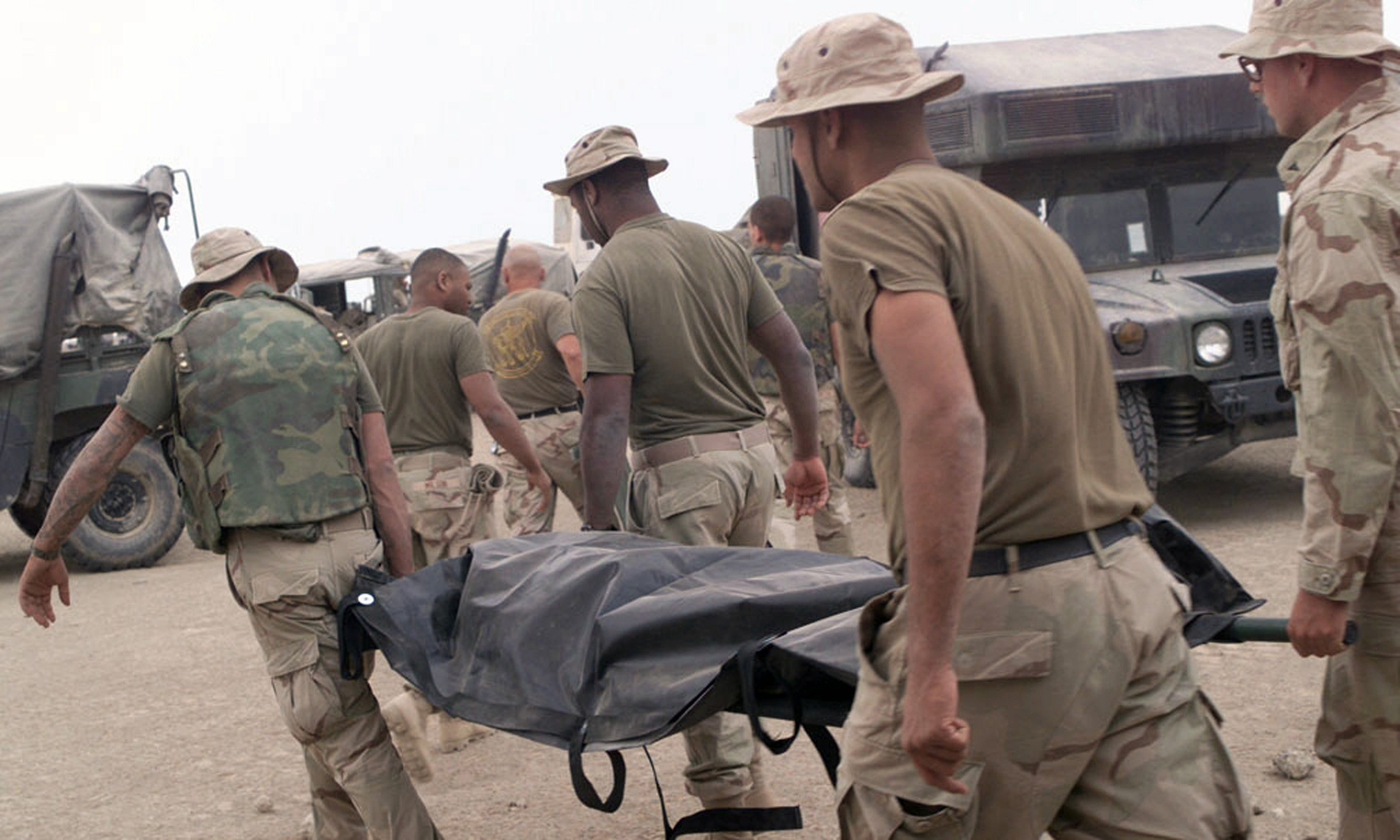
Um fuzileiro norte-americano morto em Abril de 2003 é levado após receber os últimos ritos

A administração do presidente Bush foi duramente criticada dentro e fora dos Estados Unidos, e muitos especialistas americanos traçaram paralelos entre este conflito e a Guerra do Vietnã, que acontecera nas décadas de 60 e 70 e também foi uma guerra tremendamente custosa e impopular. Um grupo chamado Center for Public Integrity ("Centro para Integridade Pública") afirmou que o governo Bush fez um total de 935 afirmações falsas sobre o Iraque para o povo americano entre 2001 e 2003.
Em Dezembro de 2005 o presidente Bush disse que haveria 30 000 iraquianos mortos. O porta-voz da Casa Branca Scott McClellan disse posteriormente que esta "não era uma estimativa oficial do governo", e que era baseada em relatórios dos meios de comunicação social.
Tem havido várias tentativas dos meios de comunicação, dos governos da coligação e de outros de estimar as baixas iraquianas:
- O Ministro da Saúde do Iraque Ali al-Shemari disse, em Novembro de 2006, que, desde a invasão de 2003, entre 100 000 e 150 000 civis iraquianos foram mortos. Al-Shemari disse na Quinta-feira, 9 de novembro, que baseou os seus números numa estimativa de 100 corpos chegados por dia às morgues e hospitais.[245][246][247]
- As Nações Unidas descobriram que foram relatadas 34 452 mortes civis violentas por morgues, hospitais e autoridades municipais iraquianas em 2006.[248][249]
- Os Ministérios da Saúde, da Defesa e do Interior do Iraque informaram que 14 298 civis, 1 348 policiais e 627 soldados foram mortos em 2006.[250] O governo iraquiano não conta mortes consideradas como de criminosos, nem as resultantes de raptos, nem as pessoas feridas que morrem mais tarde em resultado dos ataques. No entanto "um número de 3 700 mortes civis, em Outubro de 2006, os últimos dados das Nações Unidas, baseados em dados do Ministério da Saúde e da morgue de Bagdá, foram considerados exagerados pelo governo iraquiano".[251]
- O Iraq Body Count Project (IBC) documentou 73 264 a 79 869 mortes de civis não combatentes desde o princípio da guerra até 20 de Setembro de 2007.[252] No entanto, o IBC tem sido criticado por considerar apenas as mortes referidas em meios de comunicação "respeitáveis".[253][254] O director do IBC John Sloboda admite: "Nós sempre dissemos que o nosso trabalho é uma contagem por baixo. Não se pode esperar que uma análise com base nos meios de comunicação apanhe todas as mortes".[255]
- Uma pesquisa da Opinion Research Business (ORB), conduzida entre 12 e 19 de Agosto de 2007, estimou 1 220 580 mortes violentas devidas à guerra no Iraque (entre 733 158 e 1 446 063). De uma amostra nacional de 1 499 iraquianos adultos, 22% tinham um ou mais membros da sua família mortos devido à guerra (margem de erro de aproximadamente +/-2,4%).[256] A ORB afirmou que 48% tinham morrido devido a ferimento provocado por um disparo de uma arma de fogo, 20% por carros bomba, 6% em resultado de um acidente e 6% devido a outro tipo de explosão ou atentado. É a estimativa mais elevada dada até agora para o número de vítimas civis no Iraque e é consistente com as pesquisas de baixas do estudo da revista The Lancet.[257][258]
- O Estudo da Lancet sobre as baixas da Guerra do Iraque estimou 654 965 mortes de iraquianos (entre 392 979 e 942 636), entre Março de 2003 e o fim de Junho de 2006.[259][260] Esse número total de mortes de iraquianos inclui todas as mortes em excesso devidas à insegurança, degradação da infraestrutura, piores cuidados de saúde, etc. e inclui civis, militares e insurgentes. 601 027 foram mortes violentas (31% atribuídas à coligação, 24% a outros e 46% por causas desconhecidas). Para uma grande parte dos mortos, havia atestado de óbito (o documento foi solicitado a 92% das famílias).[259][261] As causas das mortes violentas foram tiros (56%), carros bomba (13%), outras explosões/atentados (14%), ataques aéreos (13%), acidentes (2%), desconhecidas (2%). Os resultados do estudo foram criticados como "ridículos" e "altamente improváveis" por muitos críticos como o governo iraquiano e o Iraq Body Count project.[258][262][263] As estimativas da Lancet apenas foram publicadas até agora numa publicação revista pelos pares.

Em 2013, foi estimado que entre 170 000 e 500 000 iraquianos morreram no conflito. Também foi reportado que 4 804 combatentes da Coalizão internacional foram mortos, incluindo 4 486 americanos, 179 britânicos e 139 militares de pelo menos vinte e dois outros países.

### Custos financeiros
O custo financeiro do conflito para os países da Coalizão foi tremendamente alto. Estima-se que o Reino Unido gastou pelo menos £ 4,55 bilhões de libras (ou US$ 9 bilhões de dólares). O governo americano reportou ter gasto US$ 845 bilhões no esforço de guerra.
Em março de 2013 um estudo feito pela Universidade de Brown afirmou que a guerra custou US$ 1,7 trilhões de dólares. Muitos críticos afirmam que o custo total à economia dos Estados Unidos pode variar de US$ 3 trilhões a até US$ 6 trilhões de dólares até 2053, contando com os juros.

## Crise humanitária

### Deterioração da situação humanitária

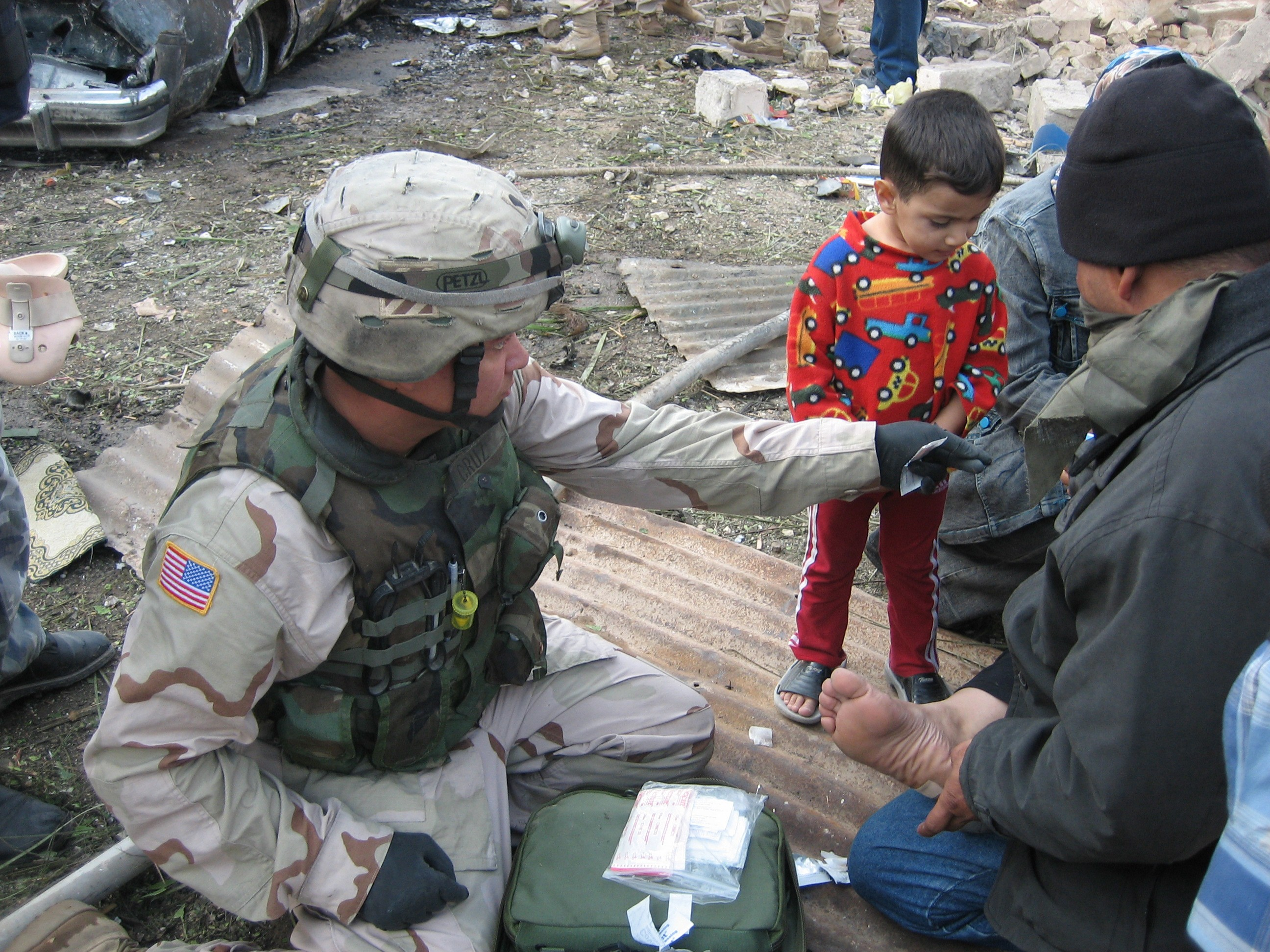
Um enfermeiro norte-americano trata de algumas feridas menores depois da explosão de dois carros bomba a 18 de Novembro de 2005 perto de uma área residencial de Bagdá

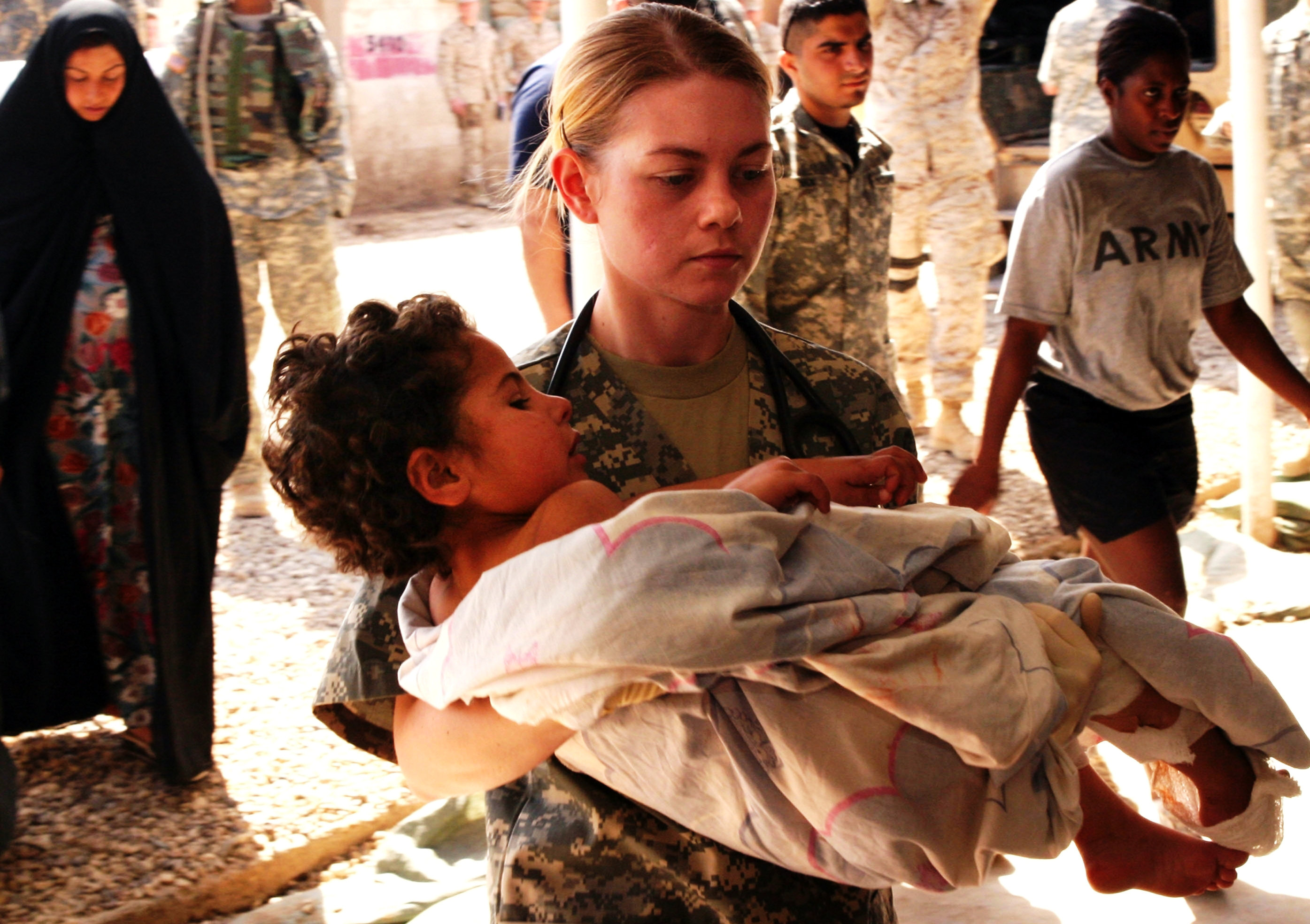
20 de Março de 2007. Uma militar leva uma criança iraquiana ferida para o centro médico Charlie em Camp Ramadi

Uma pesquisa a mais de  iraquianos comissionada pela BBC e outras três organizações noticiosas descobriu que 51% da população considera os ataques à coligação aceitáveis, uma subida relativamente aos 17% de 2004 e 35% em 2006. Além disso:
- 64% descreveram a situação econômica da sua família como sendo má, uma subida relativamente aos 30% em 2005;
- 88% descreveram a disponibilidade de electricidade como sendo má, uma subida em relação a 65% em 2004;
- 69% descreveram a disponibilidade de água potável como sendo má, uma subida relativamente aos 48% de 2004;
- 88% descreveram a disponibilidade de combustível para cozinhar e conduzir como sendo má;
- 58% descreveram os esforços de reconstrução na área em que vivem como sendo ineficazes e 9% consideraram-nos totalmente inexistentes.[271]

Num relatório com o título "Civis sem protecção: a crise humanitária sempre pior no Iraque", produzido bastante depois do reforço de tropas norte-americanas em Bagdá a 14 de Fevereiro, a Cruz Vermelha e o Crescente Vermelho disseram que milhões de iraquianos estão numa situação desastrosa que está a piorar, com profissionais médicos a fugirem do país depois de os seus colegas terem sido mortos ou raptados. As mães pedem a alguém que apanhe os corpos das ruas para que as suas crianças sejam poupadas ao horror de os ver quando vão para a escola. O director de operações da Cruz Vermelha Pierre Kraehenbuehl disse que os hospitais e outros serviços chave têm uma falta desesperada de pessoal, com mais de metade dos médicos dizendo que já saíram do país.
De acordo com um responsável governamental anónimo, 1 944 e pelo menos 174 soldados e polícias foram mortos em Maio de 2007, um aumento de 29% de mortes civis relativamente a Abril. A estimativa do governo iraquiano do número de civis mortos tem sido sempre muito mais baixa do que os relatórios de pesquisadores independentes, como a Lancet. Os ataques de morteiros na capital têm se tornado mais mortíferos.
Entre 18 de Junho e 18 de Julho, cerca de 592 corpos não identificados foram encontrados em Bagdá. A maioria dos cerca de 20 por dia encontrados pela polícia foram encontrados amarrados, com os olhos vendados e mortos como tendo sido executados. A polícia atribui essas mortes a brigadas de morte xiitas e sunitas. De acordo com fontes médicas de Bagdá, muitos mostram também sinais de tortura e mutilação. Apesar de declarações oficiais iraquianas e norte-americanas em contrário, os relatórios indicam que o número de corpos não identificados na capital subiu para o nível de antes do reforço em Julho. Relatórios dos meios de comunicação indicam que as forças armadas norte-americanas se focam em áreas onde são atacadas e não tanto em zonas onde se realizam esse tipo de mortes sectárias por represália.

### Deterioração dos cuidados de saúde
Os cuidados de saúde no Iraque deterioraram-se para um nível não visto desde os anos 1950, disse Joseph Chamie, antigo director da Divisão da População da ONU e um especialista sobre o Iraque. "Eles estavam na crista da onda" disse, referindo-se aos cuidados de saúde de antes da Guerra do Golfo de 1991. "Agora parecem mais um país da África sub-saariana". As taxas de má nutrição subiram de 19% antes da invasão para uma média nacional de 28% quatro anos depois. Cerca de 60% a 70% das crianças iraquianas sofrem de problemas psicológicos. 86% dos iraquianos não têm acesso a água potável. Um surto de cólera no norte do Iraque pensa-se ser o resultado da má qualidade da água. Cerca de metade dos médicos iraquianos abandonaram o país desde 2003.

### Refugiados iraquianos
Em 2007, havia mais de 3,9 milhões de refugiados iraquianos, ou quase 16% da população. Dois milhões abandonaram o Iraque enquanto que 1,9 milhões estão deslocados internamente. O Alto Comissário das Nações Unidas para os refugiados estimou a 21 de Junho de 2007 que 2,2 milhões de iraquianos tinham fugido para países vizinhos e 2 milhões estavam deslocados internamente, com cerca de 100 000 iraquianos a fugirem para a Síria e a Jordânia todos os meses.
Estimava-se que 40% da classe média iraquiana fugiu, disseram as Nações Unidas, até 2007 (no auge da violência). A maioria fugiu de perseguições sistemáticas e não desejava regressar. Todo o tipo de pessoas, desde professores universitários a padeiros foram tomados como alvos pelas milícias, insurgentes e criminosos. Estima-se que 331 professores teriam sido mortos nos primeiros quatro meses de 2006 de acordo com o Human Rights Watch, e pelo menos 2 000 médicos iraquianos foram assassinados e 250 raptados desde a invasão de 2003. Os refugiados iraquianos na Síria e na Jordânia viviam em comunidades empobrecidas com pouca atenção internacional aos seus problemas e reduzida protecção legal.
Muitas das mulheres iraquianas fugidas do Iraque recorreram à prostituição. Somente na Síria estimou-se que 50 000 mulheres e jovens iraquianas, muitas dela viúvas, são forçadas à prostituição para sobreviver. Prostitutas iraquianas baratas ajudaram a fazer da Síria um destino popular para turistas sexuais . Os clientes vinham de países mais ricos do Médio Oriente - muitos são homens sauditas.
Um artigo de 25 de Maio de 2007 notou que nos últimos sete meses apenas 69 pessoas no Iraque receberam estatuto de refugiados nos Estados Unidos. No ano fiscal de 2006, apenas 102 refugiados iraquianos foram autorizados a mudar-se para os Estados Unidos. Como resultado do aumento da pressão internacional, a 1 de Junho de 2007, a administração Bush disse estava pronta a admitir 7 000 refugiados que tinham ajudado a coligação desde a invasão. Em 2006, 1,27 milhões de imigrantes conseguiram residência permanente legal no Estados Unidos, incluindo 70 000 refugiados. De acordo com a Refugees International sedeada em Washington, os Estados Unidos admitiram menos 800 refugiados iraquianos desde a invasão; a Suécia aceitou 18 000 e a Austrália quase 6 000. Cerca de 110 000 iraquianos podem ser tomados como alvo como colaboradores devido ao seu trabalho com as forças da coligação.
O governo sírio decidiu implementar um regime estrito de vistos para limitar o número de iraquianos que entram no país a um ritmo de até 5 000 por dia, cortando a única rota de fuga para milhares de refugiados que fogem da guerra civil no Iraque. Um decreto governamental que entra em efeito a 10 de Setembro de 2007 impede os os possuidores de passaportes iraquianos de entrarem na Síria, excepto homens de negócios e académicos. Até lá, a Síria era o único país a resistir às regulações de entrada estritas para iraquianos.
Apesar de os cristãos representarem menos de 5% da população iraquiana, são 40% dos refugiados que agora vivem em países vizinhos, de acordo com o alto Comissário das Nações Unidas para os refugiados. O Alto Comissariado das Nações Unidas para os refugiados estima que que os cristãos representam 24% dos iraquianos que actualmente procuram asilo na Síria. No século XVI, metade da população do Iraque eram cristãos. Em 1987, o último censo iraquiano contou 1,4 milhões de cristãos. Mas uma vez que a invasão de 2003 radicalizou as sensibilidades islâmicas, o número de cristãos iraquianos caiu para cerca de 500 000, vivendo cerca de metade em Bagdá. Mais de metade dos cristãos iraquianos já deixaram o país. Só entre Outubro de 2003 e Março de 2005, 36% de todos o iraquianos que fugiram para a Síria eram assírios e outros cristãos, julgando a partir de uma amostra dos que se registaram para asilo em termos políticos e religiosos. Além disso, as pequenas comunidades de Mandeanos e Yazidis, estão em risco de extinção devido à limpeza étnica de militantes islâmicos.

## Abusos dos direitos humanos

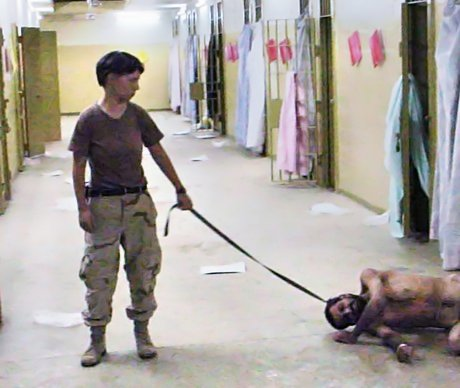
Soldado norte-americana Lynndie England segurando uma trela presa a um prisioneiro iraquiano desmaiado no chão da prisão de Abu Ghraib

Durante a guerra do Iraque houve numerosos abusos dos direitos humanos por ambos lados do conflito.

### Forças da coligação e contratados privados
- A tortura e abuso de prisioneiros na prisão de Abu Ghraib;
- Uso de fósforo branco no Iraque;
- Os assassinatos de Haditha, de 24 civis em Haditha, incluindo mulheres e crianças (sob investigação);
- O incidente de Ishaqi (assassinato de 24 civis em Ishaqi, incluindo 5 crianças) (sob investigação);
- O incidente de Hamadiya (rapto e assassinato de um iraquiano chamado Hasshim Ibrahim Awad) (sob investigação);
- O incidente de Mahmudiya (a violação e assassinato de uma menina de quatorze anos e o assassinato da sua família, em Mahmudiya) (condenado a prisão perpétua);[307]
- O massacre da boda (bombardeamento e alvejar de 42 civis em Mukaradib)[308] (sob investigação)
- Controvérsia sobre se foi usada força desproporcionada durante os assaltos da coligação e das forças governamentais (maioritariamente xiitas e curdas) no bastião da insurgência sunita de Faluja, em 2004. As mortes (tanto de combatentes como de civis) foram estimadas às centenas, e grande parte da cidade ficou destruída;
- Classificação falsa de iraquianos capturados ou mortos como combatentes inimigos ou insurgentes;

| “ | Vários entrevistados disseram, nessa ocasião, que esses assassinatos eram justificados pela classificação de inocentes como terroristas, tipicamente em seguimento de disparos das forças norte-americanas sobre multidões de iraquianos desarmados. As tropas detinham os sobreviventes, acusavam-nos de ser insurgentes e colocavam AK-47 junto dos corpos dos mortos para fazer parecer que os civis mortos eram combatentes. "Eram sempre AK-47 porque havia sempre muitas dessas armas por todo o lado", disse o especialista Aoun. O soldado de cavalaria Joe Hatcher, de 26 anos, de S. Diego, disse que eram ainda usadas pistolas de 9 milímetros e aé pás para dar a impressão de que os não combatentes estavam a cavar um buraco para colocar explosivos. "Todo o bom polícia tem mais do que uma arma" disse Hatcher, que serviu com o quarto regimento de cavalaria, primeiro esquadrão, em Ad Dawar, a meio caminho entre Ticrite e Samarra, de Fevereiro de 2004 a Março de 2005. "Se se mata alguém que esteja desarmado, só tem de se deixar uma das armas perto dele". Os que sobreviveram a esses tiroteios foram presos e acusados de serem insurgentes. | ” |

Houve ainda relatos de abusos dos direitos humanos por parte dos milhares de militares contratados a trabalhar no Iraque. O caso mais notório foi o da prisão de Abu Ghraib.

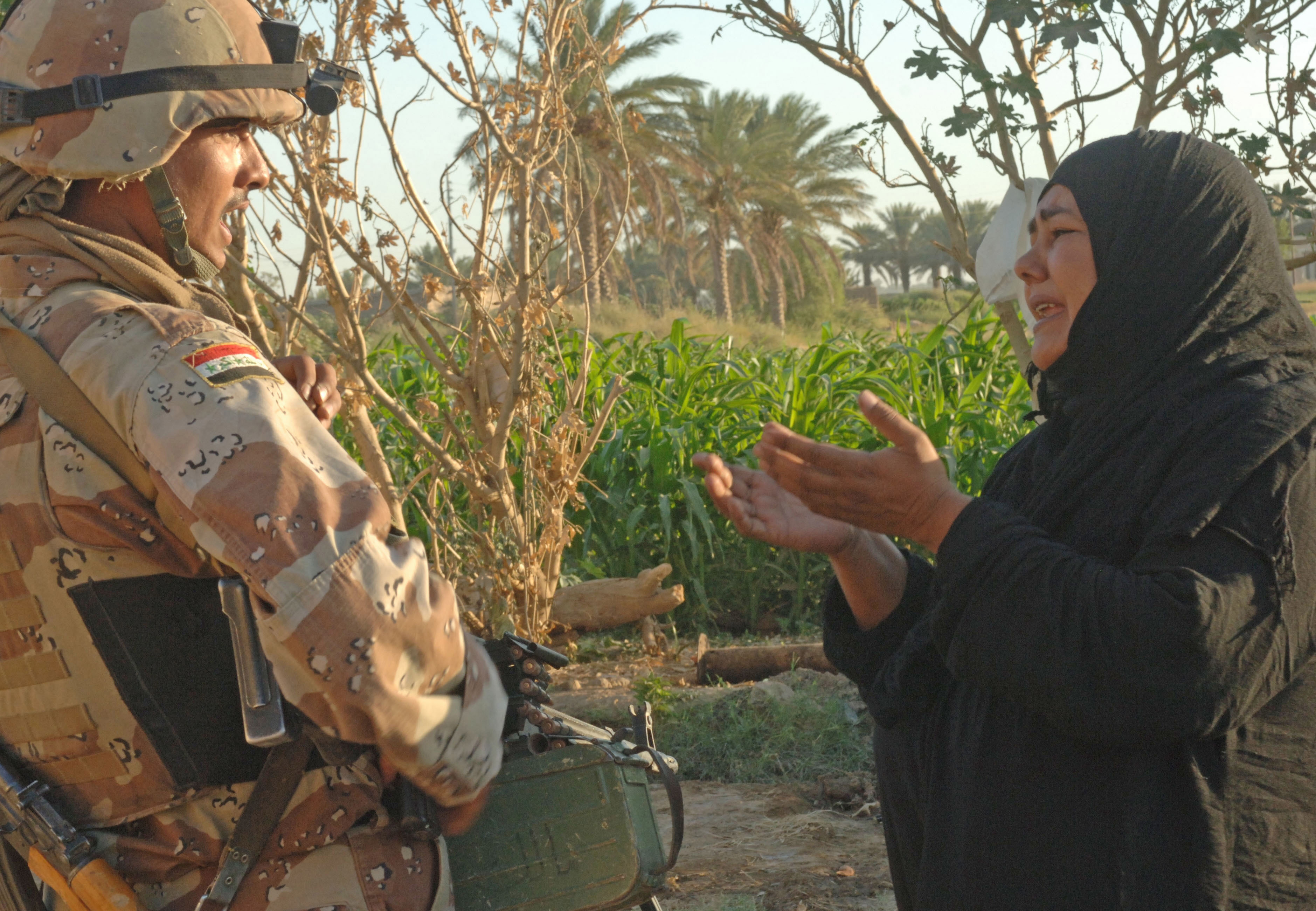
Uma mulher pede a um soldado iraquiano da 2ª Companhia, 5ª Brigada; 2ª Divisão do Exército para autorizar a libertação dum suspeito de ser insurgente durante um raid perto de Tafaria, Iraque

### Insurgentes e grupos terroristas
- Assassinato de mais de 12 000 iraquianos desde Janeiro de 2005 a Junho de 2006, de acordo com o ministro do interior iraquiano Bayan Jabr, dando a primeira contagem oficial das víctimas de ataques bombistas, emboscadas e outros ataques mortíferos.[310] Os insurgentes realizaram também numerosos ataques suicidas contra a população iraquiana, tendo como alvo maioritariamente a maioritária comunidade xiita.[311][312]

Um relatório de Outubro de 2005 da Human Rights Watch examina a extensão do ataques a civis e a sua justificação.
- Ataques a diplomatas e edifícios diplomáticos incluindo; o ataque bombista da sede das Nações Unidas em Bagdá em Agosto de 2003 matando os principais representantes das Nações Unidas e outros 21 membros do pessoal;[314] decapitação de vários diplomatas: dois diplomatas argelinos Ali Belaruoussi e Azzedine Belkadi,[315] diplomata egípcio al-Sherif,[316] e quatro diplomatas russos.[317]
- O ataque à bomba de Fevereiro de 2006 da mesquita de al-Askari, destruindo o santuário xiita mais santo, matando mais de 165 fiéis e iniciando um conflito sectário e assassinatos por represália.[318]
- A morte publicitada de numeroso pessoal não militar incluindo; Eugene Armstrong, Jack Hensley, o tradutor Kim Sun-il, Kenneth Bigley, os motoristas de camião búlgaros Ivaylo Kepov e Georgi Lazov,[319] Shosei Koda, o italiano Fabrizio Quattrocchi, a trabalhadora de caridade Margaret Hassan, engenheiro de reconstrução Nick Berg, o fotógrafo italiano de 52 anos Salvatore Santoro[320] e o trabalhador de logística Seif Adnan Kanaan.
- Tortura e assassinato de membros do Novo Exército Iraquiano,[321] e assassinato de civis associados à Autoridade provisória da coligação, tal como Fern Holland, ou ao Conselho Governamental Iraquiano, tal como Aqila al-Hashimi e Ezzedine Salim, ou de outros civis estrangeiros, tal como alguns Quenianos.[322]
- Quatro contratados privados, Scott Helvenston, Jerko Zovko, Wesley Batalona and Michael Teague, foram mortos com granadas e armas de fogo ligeiras, e os seus corpos arrastados dos seus carros, espancados e incendiados. Os seus cadáveres queimados foram arrastados pelas ruas antes de serem pendurados duma ponte sobre o Eufrates.[323]

### Governo iraquiano
- O uso de tortura pelas forças de segurança iraquianas.[324]
- Esquadrões de morte xiitas comandados pelo ministério do interior são acusados de numerosos massacres contra árabes sunitas[325] e a infiltração da polícia pelas milícias aumentaram o problema.